# Orígenes
Orígenes de Alejandría (c. 184-c. 253), también conocido como Orígenes Adamantius, fue un erudito, asceta y teólogo cristiano primitivo que nació y pasó la primera mitad de su carrera en Alejandría. Fue un escritor prolífico que escribió aproximadamente 2000 tratados sobre múltiples ramas de la teología, incluyendo crítica textual, exégesis bíblica y hermenéutica bíblica, homilética y espiritualidad. Fue una de las figuras más influyentes en la teología, la apologética y el ascetismo cristianos primitivos. Él ha sido descrito como «el genio más grande que la Iglesia primitiva haya producido».
Orígenes buscó el martirio con su padre a una edad temprana, pero su madre le impidió entregarse a las autoridades. Cuando tenía dieciocho años, Orígenes se convirtió en catequista en la Escuela catequética de Alejandría. Se dedicó a sus estudios y adoptó un estilo de vida ascético, como vegetariano y abstemio. Entró en conflicto con Demetrio, obispo de Alejandría, en 231 después de que su amigo, el obispo de Cesarea, lo ordenara como presbítero, en un viaje hacia Atenas a través de Palestina. Demetrio condenó a Orígenes por insubordinación y lo acusó de haberse castrado él mismo y de haber enseñado que incluso Satanás finalmente alcanzaría la salvación, una acusación que Orígenes negó vehementemente. Orígenes fundó la Escuela cristiana de Cesarea, donde enseñó lógica, cosmología, historia natural y teología, y fue considerado por las iglesias de Palestina y Arabia como la máxima autoridad en todos los asuntos de teología. Fue torturado por su fe durante la persecución de Decio en 250 y murió tres o cuatro años después debido a sus heridas.
Orígenes pudo producir una gran cantidad de escritos debido al patrocinio de su amigo cercano Ambrosio, quien le proporcionó un equipo de secretarios para copiar sus obras, convirtiéndolo en uno de los escritores más prolíficos de toda la antigüedad. Su tratado Sobre los primeros principios expuso sistemáticamente los principios de la teología cristiana y se convirtió en la base de escritos teológicos posteriores. También fue autor de Contra Celsum, la obra más influyente de la apologética cristiana primitiva, en la que defendió el cristianismo contra el filósofo pagano Celso, uno de sus principales primeros críticos. Orígenes produjo la Hexapla, la primera edición crítica de la Biblia hebrea, que contenía el texto hebreo original, así como cinco traducciones griegas diferentes, todas escritas en columnas, una al lado de la otra. Escribió cientos de homilías que cubren casi toda la Biblia, interpretando muchos pasajes como alegóricos. Orígenes enseñó que, antes de la creación del universo material, Dios había creado las almas de todos los seres inteligentes. Estas almas, al principio totalmente dedicadas a Dios, se apartaron de él y recibieron cuerpos físicos. Orígenes fue el primero en proponer la teoría redimitoria (del rescate) de la expiación en su forma completamente desarrollada y, aunque probablemente era un subordinacionista, también contribuyó significativamente al desarrollo del concepto de la Trinidad. Orígenes esperaba que todas las personas pudieran alcanzar la salvación, pero siempre tuvo cuidado de mantener que esto era solo especulación. Defendió el libre albedrío y abogó por el pacifismo cristiano.
Orígenes es un padre de la Iglesia y es ampliamente considerado como uno de los teólogos cristianos más importantes. Sus enseñanzas fueron especialmente influyentes en el Oriente, contando con Atanasio de Alejandría y los tres Padres Capadocios entre sus seguidores más devotos. La cuestión sobre la ortodoxia de las enseñanzas de Orígenes generó la primera crisis origenista a fines del siglo IV, en la cual fue atacado por Epifanio de Salamina y Jerónimo de Estridón, pero defendido por Rufino de Aquilea y Juan de Jerusalén. En 543, el emperador Justiniano I lo condenó como hereje y ordenó que se quemaran todos sus escritos. El Segundo Concilio de Constantinopla de 553 puede haber anatematizado a Orígenes, o puede haber condenado solo ciertas enseñanzas heréticas que afirmaban derivar de Orígenes. Sus enseñanzas sobre la preexistencia de las almas fueron rechazadas por la Iglesia.

## Vida

### Primeros años
Casi toda la información sobre la vida de Orígenes proviene de una larga biografía de él en el Libro VI de la Historia de la Iglesia, escrita por el historiador cristiano Eusebio de Cesarea. Eusebio retrata a Orígenes como el erudito cristiano perfecto y como un santo literal. Eusebio, sin embargo, escribió este relato casi cincuenta años después de la muerte de Orígenes y tuvo acceso a pocas fuentes confiables sobre la vida de Orígenes, especialmente en sus primeros años. Ansioso por obtener más material sobre su héroe, Eusebio registró eventos basados teniendo como pruebas solo rumores poco confiables y con frecuencia hizo inferencias especulativas sobre Orígenes basadas en las fuentes que tenía disponibles. No obstante, los eruditos pueden reconstruir una impresión general de la vida histórica de Orígenes clasificando las partes del relato de Eusebio que son precisas de aquellas que son inexactas.
Orígenes nació en 185 o 186 d. C., en Alejandría. Según Eusebio, el padre de Orígenes era Leónidas de Alejandría, un respetado profesor de literatura y también un cristiano devoto que practicaba su religión abiertamente. Joseph Wilson Trigg considera que los detalles de este informe no son confiables, pero afirma que el padre de Orígenes era «un burgués próspero y completamente helenizado». Según John Anthony McGuckin, la madre de Orígenes, cuyo nombre se desconoce, pudo haber sido un miembro de la clase baja que no tenía el derecho de ciudadanía. Es probable que, debido al estado de su madre, Orígenes no fuera ciudadano romano. El padre de Orígenes le enseñó sobre literatura y filosofía, y también sobre la Biblia y la doctrina cristiana. Eusebio afirma que el padre de Orígenes lo hizo memorizar diariamente pasajes de las Escrituras. Trigg acepta esta tradición como posiblemente genuina, dada la capacidad de Orígenes como adulto para recitar largos pasajes de las Escrituras a voluntad. Eusebio también informa que Orígenes aprendió tanto sobre las Sagradas Escrituras a una edad temprana que su padre no pudo responder a sus preguntas.
En 202, cuando Orígenes «aún no tenía diecisiete años», el emperador romano Septimio Severo ordenó la ejecución de ciudadanos romanos que practicaban abiertamente el cristianismo. El padre de Orígenes, Leónidas, fue detenido y encarcelado. Eusebio informa que Orígenes quería entregarse a las autoridades para que también lo ejecutaran, pero su madre escondió toda su ropa y no pudo ir ante las autoridades ya que se negó a salir de casa desnudo. Según McGuckin, incluso si Orígenes se hubiera entregado, es poco probable que hubiera sido castigado, ya que el emperador solo tenía la intención de ejecutar a los ciudadanos romanos. El padre de Orígenes fue decapitado, y el Estado confiscó todas las propiedades de la familia, dejándola destrozada y empobrecida. Orígenes era el mayor de nueve hijos y, como heredero de su padre, asumió la responsabilidad de mantener a toda la familia.

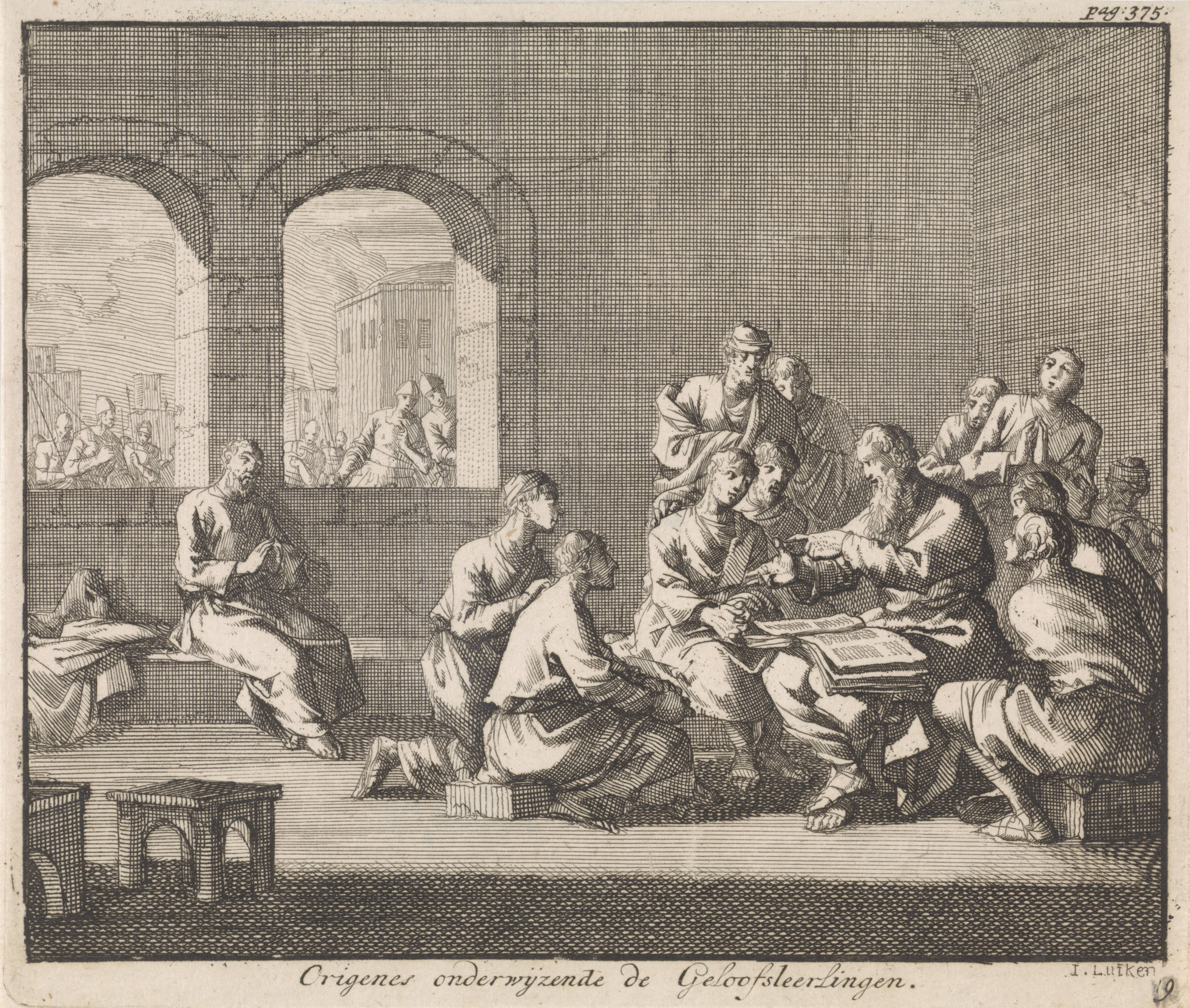
Ilustración neerlandesa de Jan Luyken (1700), que muestra a Orígenes enseñando a sus estudiantes.

Cuando tenía dieciocho años, Orígenes fue nombrado catequista en la Escuela catequética de Alejandría. Muchos académicos han asumido que Orígenes se convirtió en el director de la escuela, pero según McGuckin esto es altamente improbable, y es más probable que simplemente se le haya dado un puesto docente, tal vez como un «esfuerzo de ayuda» para su familia indigente. Mientras trabajaba en la escuela, adoptó el estilo de vida ascético de los sofistas griegos. Pasaba todo el día enseñando y se quedaba despierto hasta tarde en la noche escribiendo tratados y comentarios. Iba descalzo y solo poseía una capa. Era abstemio y vegetariano, y a menudo ayunaba por largos períodos de tiempo. Aunque Eusebio hace todo lo posible para retratar a Orígenes como uno de los monásticos cristianos de su propia época, esta representación actualmente se reconoce generalmente como anacrónica.
Según Eusebio, cuando era joven, Orígenes fue acogido por una mujer gnóstica adinerada, que también era la mecenas de un teólogo gnóstico muy influyente de Antioquía, quien frecuentemente daba conferencias en su casa. Eusebio hace todo lo posible para insistir en que, aunque Orígenes estudió mientras estaba en su casa, nunca «rezó en común» con ella o con el teólogo gnóstico. Más tarde, Orígenes logró convertir a un hombre rico llamado Ambrosio del gnosticismo valentiniano al cristianismo ortodoxo. Ambrosio estaba tan impresionado por el joven erudito que le dio a Orígenes una casa, un secretario, siete taquígrafos, un equipo de copistas y calígrafos, y pagó la publicación de todos sus escritos.
En algún momento, cuando tenía poco más de veinte años, Orígenes vendió la pequeña biblioteca de obras literarias griegas que había heredado de su padre por una suma que le proporcionó un ingreso diario de cuatro óbolos. Utilizó este dinero para continuar su estudio de la Biblia y la filosofía. Orígenes estudió en numerosas escuelas de Alejandría, incluyendo la Academia platónica de Alejandría, donde fue estudiante de Amonio Saccas. Eusebio afirma que Orígenes también estudió bajo Clemente de Alejandría, pero según McGuckin, esto es casi seguro una suposición retrospectiva basada en la similitud de sus enseñanzas. Orígenes rara vez menciona a Clemente en sus propios escritos, y cuando lo hace, generalmente es para corregirlo.

### Presunta auto-castración
Eusebio afirma que, cuando Orígenes era joven, después de una lectura literal de Mateo 19,12, en la que Jesús se presenta diciendo «hay eunucos que a sí mismos se hicieron eunucos para el reino de los cielos», Orígenes fue a un médico y le pagó para extirpar quirúrgicamente sus genitales, para asegurar su reputación como un tutor respetable para hombres y mujeres jóvenes. Eusebio alega además que Orígenes le contó en privado a Demetrio, el obispo de Alejandría, acerca de la castración y que Demetrio inicialmente lo elogió por su devoción a Dios a causa de ello. Orígenes, sin embargo, nunca menciona nada acerca de haberse castrado en ninguno de sus escritos sobrevivientes, y en su exégesis de este versículo en su Comentario sobre el Evangelio de Mateo, escrito cerca del final de la vida, condena enérgicamente cualquier interpretación literal de Mateo 19,12, afirmando que solo un tonto interpretaría el pasaje como una defensa de la castración literal.
Desde el comienzo del siglo XX, algunos estudiosos han cuestionado la historicidad de la auto-castración de Orígenes, y muchos la consideran como una fabricación total. Trigg afirma que el relato de Eusebio de la auto-castración de Orígenes es ciertamente verdadero porque Eusebio, a pesar de que era un ferviente admirador de Orígenes, describe claramente la castración como un acto de pura locura, y no habría tenido ningún motivo para transmitir una información que pueda manchar la reputación de Orígenes a menos que hubiera sido «notoria y fuera de toda duda». Trigg considera que la condena de Orígenes de la interpretación literal de Mateo 19:12 es «el repudio tácito de la lectura literal sobre la cual había actuado en su juventud».
En agudo contraste, McGuckin descarta la historia de Eusebio de la auto-castración de Orígenes como «difícilmente creíble», viéndola como un intento deliberado de Eusebio de distraerse de preguntas más serias sobre la ortodoxia de las enseñanzas de Orígenes. McGuckin también afirma: «No tenemos indicios de que el motivo de la castración para la respetabilidad haya sido considerado como estándar por un maestro de clases de género mixto». Agrega que las estudiantes de Orígenes (a quienes Eusebio enumera por nombre) habrían estado acompañadas por asistentes en todo momento, lo que significa que Orígenes no habría tenido una buena razón para pensar que alguien sospecharía de él de forma inapropiada. Henry Chadwick sostiene que, si bien la historia de Eusebio puede ser cierta, parece poco probable, dado que en la exposición de Orígenes de Mateo 19:12, este «deploró fuertemente cualquier interpretación literal de las palabras». En cambio, Chadwick sugiere: «Tal vez Eusebio informaba sin crítica alguna de chismes maliciosos revelados por los enemigos de Orígenes, de los cuales había muchos». Sin embargo, muchos historiadores notables, como Peter Brown y William Placher, continúan sin encontrar ninguna razón para concluir que la historia es falsa. Placher teoriza que, si es cierto, pudo haber seguido a un episodio en el que Orígenes recibió algunos cuestionamientos mientras enseñaba en privado a una mujer.

### Viajes y primeros escritos
Cuando tenía poco más de veinte años, Orígenes se volvió menos interesado en ser un gramático y más interesado en ser un filósofo retórico. Dio su trabajo como catequista a su colega más joven Heraclas. Mientras tanto, Orígenes comenzó a llamarse «maestro de filosofía». La nueva posición de Orígenes como autodenominado filósofo cristiano lo puso en conflicto con Demetrio, el obispo de Alejandría. Demetrio era un líder carismático que gobernó la congregación cristiana de Alejandría con mano de hierro, y fue el principal responsable de la elevación de la dignidad del obispo de Alejandría; antes de Demetrio, el obispo de Alejandría había sido considerado simplemente como un sacerdote elegido para representar a sus compañeros, pero después de Demetrio, el obispo fue considerado claramente como un rango superior a sus compañeros sacerdotes. Al definirse a sí mismo como un filósofo independiente, Orígenes estaba reviviendo un papel que había sido prominente en el cristianismo previo, pero que desafiaba la autoridad del ahora poderoso obispo.
Mientras tanto, Orígenes comenzó a componer su masivo tratado teológico Sobre los primeros principios, un libro histórico que estableció sistemáticamente los fundamentos de la teología cristiana en los siglos venideros. Orígenes también comenzó a viajar al extranjero para visitar escuelas de todo el Mediterráneo. En 212 viajó a Roma, que era un importante centro de filosofía en ese momento. Allí, Orígenes asistió a conferencias de Hipólito de Roma y fue influenciado por su teología del Logos. En 213 o 214, el gobernador de Arabia envió un mensaje al prefecto de Egipto solicitándole que enviara a Orígenes a reunirse con él para poder entrevistarlo y aprender más sobre el cristianismo de su principal intelectual. Orígenes fue escoltado por guardaespaldas oficiales y pasó un corto tiempo en Arabia con el gobernador antes de regresar a Alejandría.
En el otoño de 215, el emperador romano Caracalla visitó Alejandría. Durante su visita, los estudiantes de las escuelas de allí protestaron y se burlaron de él por haber asesinado a su hermano Geta. Caracalla se indignó y ordenó a sus tropas que devastaran la ciudad, ejecutaran al gobernador y mataran a todos los manifestantes. También les ordenó expulsar a todos los maestros e intelectuales de la ciudad. Orígenes huyó de Alejandría y viajó a la ciudad de Cesarea Marítima en la provincia romana de Palestina, donde los obispos Teoctistus de Cesarea y Alejandro de Jerusalén se convirtieron en sus devotos admiradores y le pidieron que pronunciara discursos sobre las Escrituras en sus respectivas iglesias. Esto efectivamente equivalía a dejar que Orígenes ofreciera homilías, a pesar de que no estaba formalmente ordenado. Si bien este fue un fenómeno inesperado, especialmente dada la fama internacional de Orígenes como maestro y filósofo, enfureció a Demetrio, que lo consideró como un debilitamiento directo de su autoridad. Demetrio envió diáconos desde Alejandría para exigir que los jerarcas palestinos regresen inmediatamente a «su» catequista a Alejandría. También emitió un decreto castigando a los palestinos por permitir predicar a una persona que no estaba ordenada. Los obispos palestinos, a su vez, emitieron su propia condena, acusando a Demetrio de estar celoso de la fama y el prestigio de Orígenes.

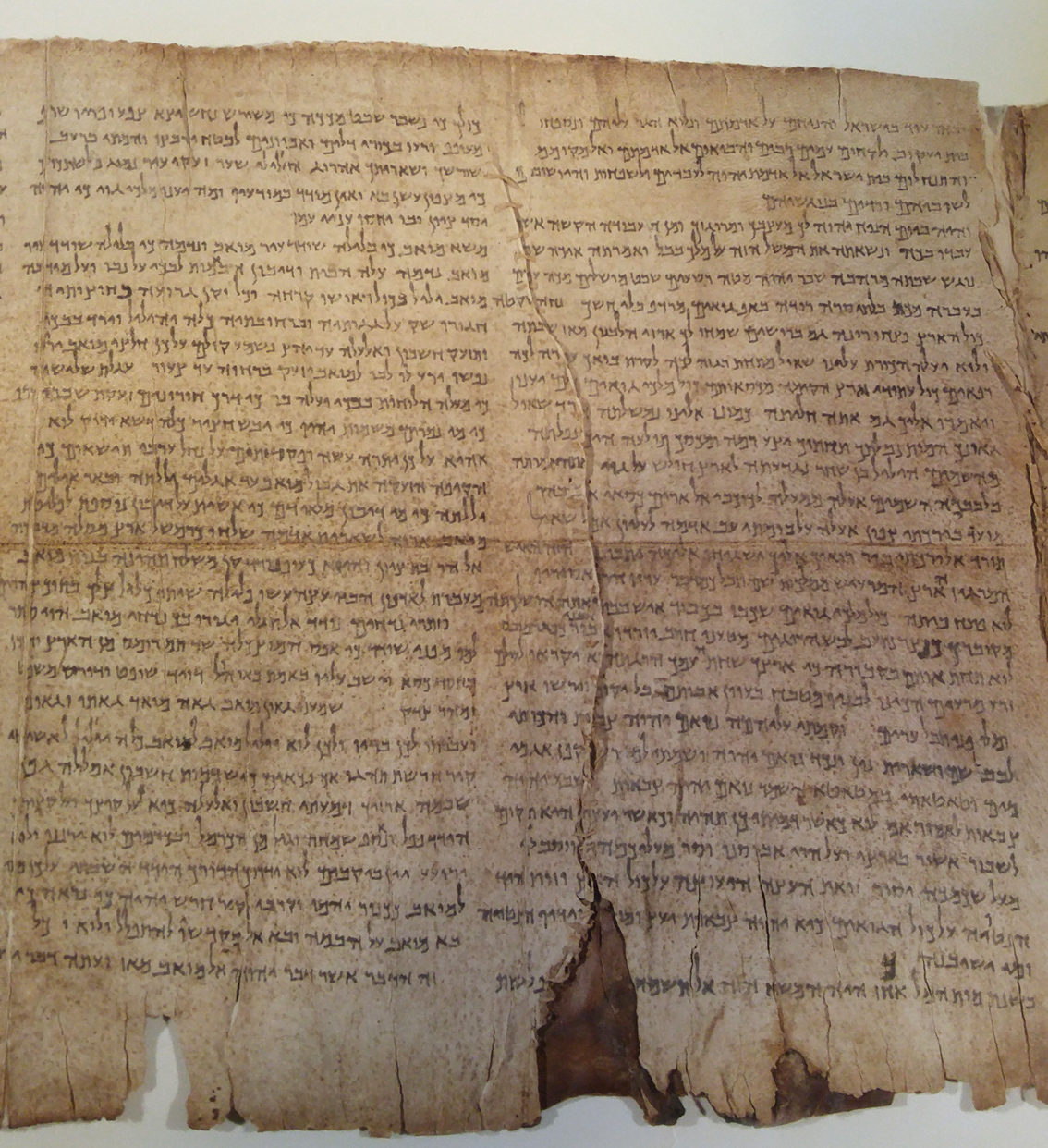
Mientras estaba en Jericó, Orígenes compró un antiguo manuscrito de la Biblia hebrea que había sido descubierto «en un frasco», un hallazgo que prefigura el descubrimiento posterior de los Rollos del Mar Muerto en el siglo XX. Aquí se muestra una sección del rollo de Isaías de Qumrán.

Orígenes obedeció la orden de Demetrio y regresó a Alejandría, trayendo consigo un pergamino antiguo que había comprado en Jericó que contenía el texto completo de la Biblia hebrea. El manuscrito, que supuestamente se había encontrado «en un frasco», se convirtió en el texto fuente de una de las dos columnas hebreas en la Hexapla de Orígenes. Orígenes estudió el Antiguo Testamento en gran profundidad; Eusebio incluso afirma que Orígenes aprendió hebreo. La mayoría de los eruditos modernos están de acuerdo en que esto es inverosímil, pero no están de acuerdo sobre cuánto sabía realmente Orígenes sobre el idioma. H. Lietzmann concluye que Orígenes probablemente solo conocía el alfabeto hebreo y no mucho más; mientras que R. P. C. Hanson y G. Bardy argumentan que Orígenes tenía una comprensión superficial del idioma pero no la suficiente como para haber compuesto la Hexapla completa. Una nota en Sobre los primeros principios menciona un «maestro hebreo» desconocido, pero probablemente era un consultor, no un profesor.
Orígenes también estudió todo el Nuevo Testamento, pero especialmente las epístolas del apóstol Pablo y el Evangelio de Juan, los escritos que Orígenes consideró como los más importantes y autoritativos. A petición de Ambrosio, Orígenes compuso los primeros cinco libros de su exhaustivo Comentario sobre el Evangelio de Juan, también escribió los primeros ocho libros de su Comentario sobre el Génesis, su Comentario sobre los Salmos 1-25 y su Comentario sobre Lamentaciones. En adición a estos comentarios, Orígenes también escribió dos libros sobre la resurrección de Jesús y diez libros de Stromata. Es probable que estas obras contuvieran mucha especulación teológica, lo que llevó a Orígenes a un conflicto aún mayor con Demetrio.

### Conflicto con Demetrio y traslado a Cesarea
Orígenes le pidió repetidamente a Demetrio que lo ordenara como sacerdote, pero él se negó continuamente. Alrededor de 231, Demetrio envió a Orígenes en una misión a Atenas. En el camino, se detuvo en Cesarea, donde fue recibido calurosamente por los obispos Teoctistus de Cesarea y Alejandro de Jerusalén, que se habían convertido en sus amigos cercanos durante su estancia anterior. Mientras visitaba Cesarea, Orígenes le pidió a Teoctistus que lo ordenara como sacerdote. Teoctistus aceptó gustosamente. Al enterarse de la ordenación de Orígenes, Demetrio se indignó y emitió una condena declarando que la ordenación de Orígenes por un obispo extranjero era un acto de insubordinación.
Eusebio informa que, como resultado de las condenas de Demetrio, Orígenes decidió no regresar a Alejandría y, en su lugar, se estableció en Cesarea. John Anthony McGuckin, sin embargo, argumenta que Orígenes probablemente ya había estado planeando quedarse en Cesarea. Los obispos palestinos declararon a Orígenes como el principal teólogo de Cesarea. Firmiliano, obispo de Cesarea Mazaca (de Capadocia), era un discípulo tan devoto de Orígenes que le rogó que viajara a Capadocia y enseñara allí.
Demetrio levantó una lluvia de protestas contra los obispos de Palestina y el sínodo de la iglesia en Roma. Según Eusebio, Demetrio publicó la acusación de que Orígenes se había castrado en secreto, un delito capital bajo la ley romana en ese momento y que habría invalidado la ordenación de Orígenes, ya que los eunucos tenían prohibido convertirse en sacerdotes. Demetrio también alegó que Orígenes había enseñado una forma extrema de apokatastasis, que sostenía que todos los seres (incluso el mismo Satanás) alcanzarían la salvación. Esta acusación probablemente surgió de un malentendido del argumento de Orígenes durante un debate con el maestro gnóstico valentiniano Cándido. Cándido había argumentado a favor de la predestinación, al declarar que el Diablo estaba fuera de la salvación. Orígenes había respondido argumentando que si el Diablo está destinado a la condenación eterna, fue a causa de sus acciones, que fueron el resultado de su propio libre albedrío. Por lo tanto, Orígenes había declarado que Satanás solo estaba moralmente reprobado, no absolutamente reprobado.
Demetrio murió en 232, menos de un año después de la partida de Orígenes de Alejandría. Las acusaciones contra Orígenes se desvanecieron con la muerte de Demetrio, pero no desaparecieron por completo y continuaron persiguiéndolo por el resto de su carrera. Orígenes se defendió en su Carta a los Amigos en Alejandría, en la que negó con vehemencia haber enseñado alguna vez que el Diablo alcanzaría la salvación e insistió en que la noción misma de esto era simplemente ridícula.

### Trabajo y docencia en Cesarea
Durante sus primeros años en Cesarea, la tarea principal de Orígenes fue el establecimiento de una escuela cristiana; Cesarea había sido conocida durante mucho tiempo como un centro de aprendizaje para filósofos judíos y helenísticos, pero hasta la llegada de Orígenes, carecía de un centro cristiano de educación superior. Según Eusebio, la escuela que fundó Orígenes estaba dirigida principalmente a jóvenes paganos que habían expresado interés en el cristianismo, pero que aún no estaban listos para pedir el bautismo. Por lo tanto, la escuela buscaba explicar las enseñanzas cristianas a través del platonismo medio. Orígenes comenzó su plan de estudios enseñando a sus estudiantes el razonamiento socrático clásico. Después de haber dominado esto, les enseñaba cosmología e historia natural. Finalmente, una vez que dominaban todas estas materias, les enseñaba teología, que era la más alta de todas las filosofías, la acumulación de todo lo que habían aprendido previamente.
Con el establecimiento de la escuela de Cesarea, la reputación de Orígenes como erudito y teólogo alcanzó su cenit y se hizo conocido en todo el mundo mediterráneo como un intelectual brillante. Los jerarcas de los sínodos de la iglesia palestina y árabe consideraban a Orígenes como el máximo experto en todos los asuntos relacionados con la teología. Mientras enseñaba en Cesarea, Orígenes reanudó el trabajo de su Comentario sobre el Evangelio de Juan, componiendo al menos los libros del seis al diez. En el primero de estos libros, Orígenes se compara con «un israelita que ha escapado de la perversa persecución de los egipcios». Orígenes también escribió el tratado Sobre la oración, a petición de su amigo Ambrosio y su «hermana» Tatiana, en la que analiza los diferentes tipos de oraciones descritas en la Biblia y ofrece una exégesis detallada sobre la Oración del Señor.

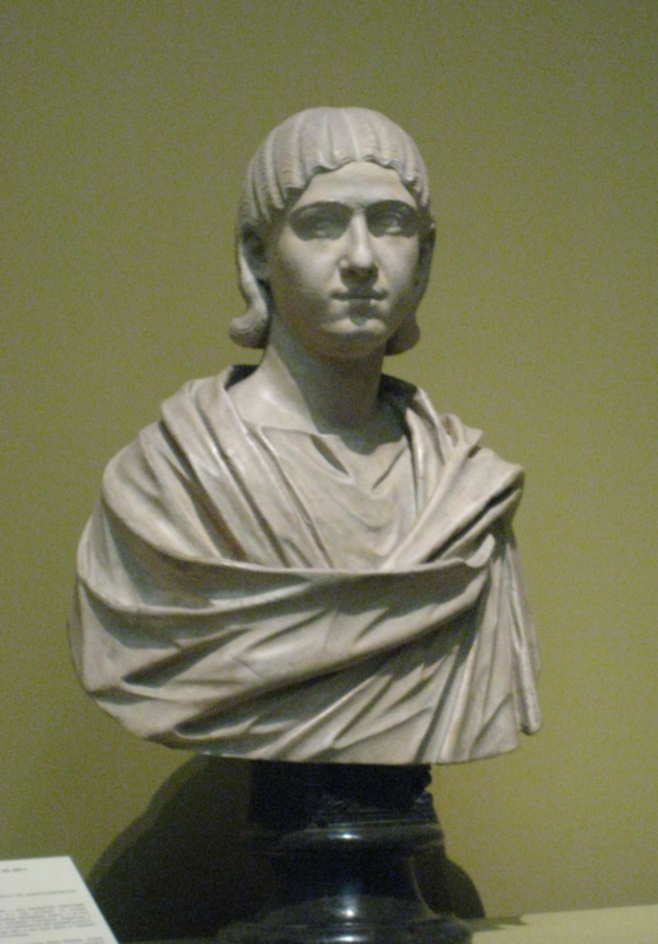
Julia Avita Mamea, la madre del emperador romano Alejandro Severo, convocó a Orígenes a Antioquía para que le enseñara filosofía.

Los paganos también se fascinaron con Orígenes. El filósofo neoplatónico Porfirio se enteró de la fama de Orígenes y viajó a Cesarea para escuchar sus conferencias. Porfirio relata que Orígenes había estudiado extensamente las enseñanzas de Pitágoras, Platón y Aristóteles, pero también las de importantes medioplatónicos, neopitagóricos y estoicos, incluido Numenio de Apamea, Cronio, Apolofanes, Longino, Moderato de Gades, Nicómaco de Gerasa, Queremón y Cornuto. Sin embargo, Porfirio acusó a Orígenes de haber traicionado la verdadera filosofía al someter sus ideas a la exégesis de las Escrituras cristianas. Eusebio informa que Orígenes fue convocado de Cesarea a Antioquía a instancias de Julia Avita Mamea, la madre del emperador romano Alejandro Severo, «para discutir la filosofía y la doctrina cristiana con ella».
En 235, aproximadamente tres años después de que Orígenes comenzó a enseñar en Cesarea, Alejandro Severo, que había sido tolerante con los cristianos, fue asesinado y el emperador Maximino el Tracio instigó una purga de todos los que habían apoyado a su predecesor. Sus pogromos apuntaban a líderes cristianos y, en Roma, Ponciano e Hipólito de Roma fueron enviados al exilio. Orígenes sabía que estaba en peligro y se escondió en la casa de una fiel mujer cristiana llamada Juliana la Virgen, que había sido estudiante del líder ebionita Símaco. El amigo cercano y mecenas de Orígenes, Ambrosio, fue arrestado en Nicomedia, y Protoctetes, el sacerdote principal en Cesarea, también fue arrestado. En su honor, Orígenes compuso su tratado Exhortación al martirio, ahora considerado como uno de los clásicos más grandes de la literatura de resistencia cristiana. Después de salir de su escondite tras la muerte de Maximino, Orígenes fundó una escuela donde Gregorio Taumaturgo, más tarde obispo del Ponto, fue uno de los estudiantes. Predicaba regularmente los miércoles y viernes, y más tarde todos los días.

### Vida posterior
En algún momento entre 238 y 244, Orígenes visitó Atenas, donde completó su Comentario sobre el Libro de Ezequiel y comenzó a escribir su Comentario sobre el Cantar de los Cantares. Después de visitar Atenas, visitó a Ambrosio en Nicomedia. Según Porfirio, Orígenes también viajó a Roma o Antioquía, donde conoció a Plotino, el fundador del neoplatonismo. Los cristianos del Mediterráneo oriental continuaron reverenciando a Orígenes como el más ortodoxo de todos los teólogos, y cuando los jerarcas palestinos se enteraron de que Berilio (obispo de Bostra y uno de los líderes cristianos más enérgicos de la época) había estado predicando el adopcionismo (es decir, la creencia de que Jesús nació humano y solo se hizo divino después de su bautismo), enviaron a Orígenes para convertirlo a la ortodoxia. Orígenes involucró a Berilio en una disputa pública, que fue tan exitosa que Berilio prometió enseñar solo la teología de Orígenes a partir de ese momento. En otra ocasión, un líder cristiano en Arabia llamado Heracleides comenzó a enseñar que el alma era mortal y que perecía con el cuerpo. Orígenes refutó estas enseñanzas, argumentando que el alma es inmortal y nunca puede morir.
En c. 249, estalló la peste de Cipriano. En 250, el emperador Decio, creyendo que la plaga fue causada por la negativa de los cristianos en reconocerlo como divino, emitió un decreto para que los cristianos fueran perseguidos. Esta vez, Orígenes no escapó. Eusebio relata cómo Orígenes sufrió «torturas corporales y tormentos debajo del collar de hierro y en el calabozo; y pasó muchos días con los pies estirados cuatro espacios en los cepos». El gobernador de Cesarea dio órdenes muy específicas de que Orígenes no fuera asesinado hasta que renunciara públicamente a su fe en Cristo. Orígenes soportó dos años de prisión y tortura, pero obstinadamente se negó a renunciar a su fe. En junio de 251, Decio fue asesinado luchando contra los godos en la batalla de Abrito, y Orígenes fue liberado de la prisión. Sin embargo, la salud de Orígenes se vio afectada por las torturas físicas que se le impusieron, y murió menos de un año después a la edad de sesenta y nueve años. Una leyenda posterior, contada por Jerónimo y numerosos itinerarios, coloca su muerte y entierro en Tiro, pero se le puede atribuir poco valor.

## Obras

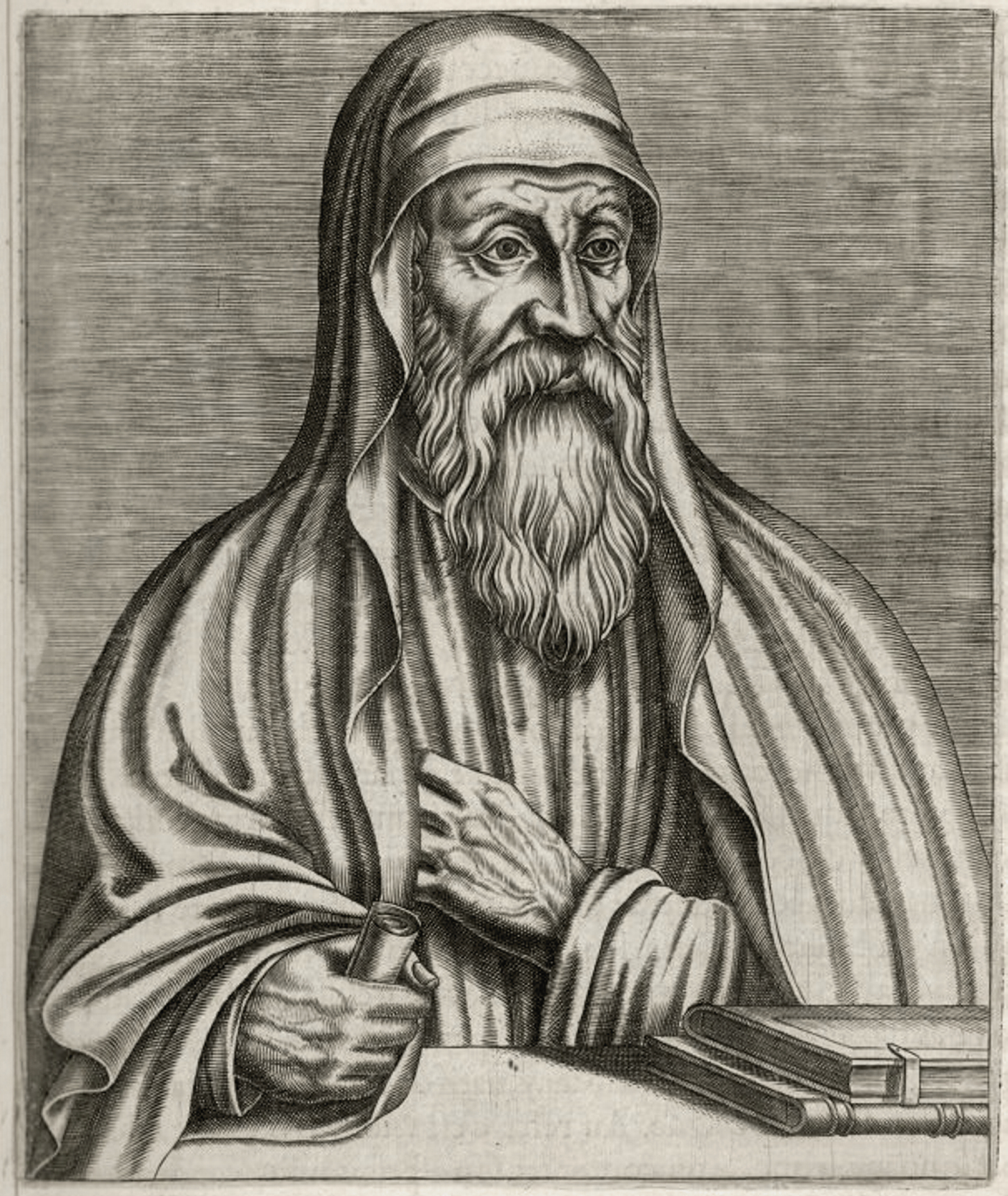
Representación imaginaria de Orígenes en Les Vrais Portraits Et Lives Des Hommes Illustres, de André Thévet.

### Escritos exegéticos
Orígenes fue un escritor extremadamente prolífico. Según Epifanio de Salamina, escribió un gran total de aproximadamente 6000 obras en el transcurso de su vida. La mayoría de los estudiosos están de acuerdo en que esta estimación es probablemente algo exagerada. Según Jerónimo de Estridón, Eusebio enumeró los títulos de poco menos de 2000 tratados escritos por Orígenes en su perdida Vida de Pánfilo. Jerónimo compiló una lista abreviada de los principales tratados de Orígenes, que detalla 800 títulos diferentes.
Con diferencia, el trabajo más importante de Orígenes sobre la crítica textual fue la Hexapla, un estudio comparativo masivo de varias traducciones del Antiguo Testamento en seis columnas: hebreo, hebreo en caracteres griegos, la Septuaginta y las traducciones griegas de Teodoción (erudito judío de c. 180 d. C.), Aquila de Sinope (otro erudito judío de c. 117-138 d. C.) y Símaco (un erudito ebionita de c. 193-211 d. C.). Orígenes fue el primer erudito cristiano en introducir marcadores críticos en un texto bíblico. Marcó la columna de la Septuaginta de la Hexapla usando signos adaptados de los utilizados por los críticos textuales de la Gran Biblioteca de Alejandría: un pasaje de la Septuaginta ausente en el texto hebreo se marcaría con un asterisco (*) y un pasaje encontrado en otras traducciones griegas, pero no en la Septuaginta, se marcaría con un óbelo (÷).

Diagrama que muestra la interrelación entre varias versiones antiguas significativas y recensiones del Antiguo Testamento (algunas identificadas por sus siglas). LXX aquí denota la Septuaginta original.

La Hexapla fue la piedra angular de la Gran Biblioteca de Cesarea, que Orígenes fundó. Todavía era la pieza central de la colección de la biblioteca en la época de Jerónimo, quien registra haberla utilizado en sus cartas en múltiples ocasiones. Cuando el emperador Constantino el Grande ordenó que se transcribieran y difundieran cincuenta copias completas de la Biblia por todo el imperio, Eusebio utilizó la Hexapla como copia maestra del Antiguo Testamento. Aunque la Hexapla original se ha perdido, el texto de la misma ha sobrevivido en numerosos fragmentos y también ha sobrevivido una traducción siraica más o menos completa de la columna griega, realizada por el obispo del siglo VII, Pablo de Tella. Para algunas secciones de Hexapla, Orígenes incluyó columnas adicionales que contienen otras traducciones griegas; para el Libro de los Salmos, él incluyó no menos de ocho traducciones griegas, haciendo esta sección conocida como Enneapla. Orígenes también produjo la Tetrapla, una versión más pequeña y resumida de la Hexapla que contenía solo las cuatro traducciones griegas y no el texto hebreo original.
Según la Epístola 33 de Jerónimo, Orígenes escribió scolios (escolios) extensos en los libros de Éxodo, Levítico, Isaías, Salmos 1-15, Eclesiastés y el Evangelio de Juan. Ninguno de estos escolios ha sobrevivido intacto, pero partes de ellos se incorporaron a Catenaea, una colección de extractos de las principales obras de comentarios bíblicos escritos por los padres de la Iglesia. Otros fragmentos de los escolios de Orígenes se conservan en Philokalia y en Apología de Orígenes de Pánfilo de Cesarea. Los stromateis eran de carácter similar, y el margen del Codex Athous Laura 184 contiene citas de este trabajo sobre Romanos 9:23 y 1 Corintios 6:14, 7:31, 34, 9:20-21, 10:9, además de algunos otros fragmentos. Orígenes compuso homilías que abarcan casi toda la Biblia. Existen 205 (y posiblemente 279) homilías de Orígenes conservadas en traducciones griegas o latinas.

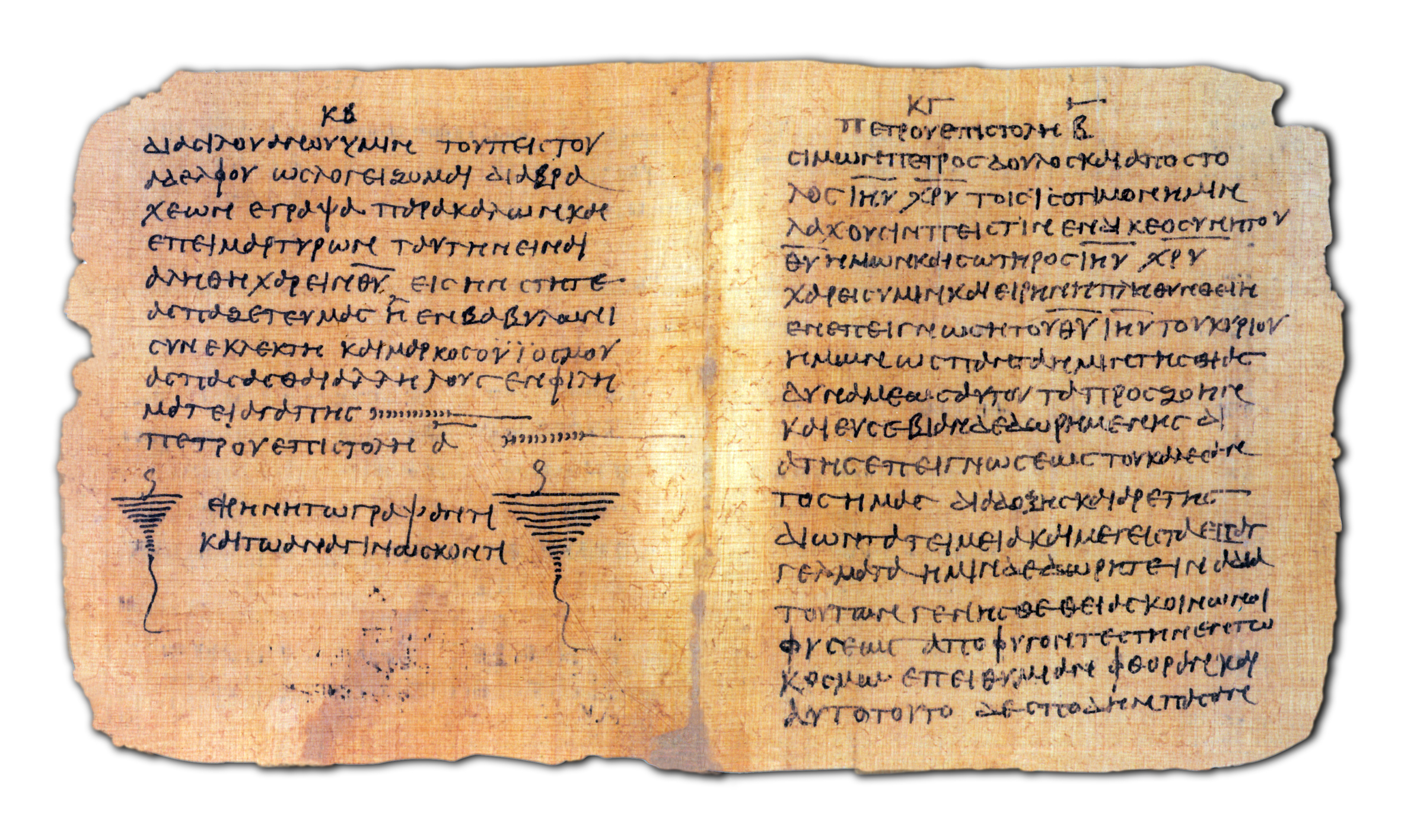
Dos lados del Papiro Bodmer VIII, un fragmento temprano del Nuevo Testamento del siglo III o IV que contiene la Epístola de Judas, 1 Pedro y 2 Pedro. Orígenes aceptó sin duda a las dos primeros como auténticas, pero señaló que sospechaba que la última era una falsificación.

Las homilías preservadas de Orígenes son de Génesis (16), Éxodo (13), Levítico (16), Números (28), Josué (26), Jueces (9), 1 Samuel (2), Salmos 36-38 (9), Cantar de los Cantares (2), Isaías (9), Jeremías (7 en griego, 2 en latín, 12 en griego y latín), Ezequiel (14) y Lucas (39). Las homilías se predicaron en la iglesia de Cesarea, con la excepción de las dos de 1 Samuel que fueron entregadas en Jerusalén. Nautin ha argumentado que todos fueron predicados en un ciclo litúrgico de tres años en algún momento entre 238 y 244, antes del Comentario sobre el Cantar de los Cantares, donde Orígenes se refiere a homilías sobre Jueces, Éxodo, Números y una obra sobre Levítico. En 2012, Marina Molin Pradel descubrió 29 homilías desconocidas de Orígenes en un manuscrito bizantino del siglo XII de su colección. Lorenzo Perrone y otros expertos confirmaron su autenticidad. Los textos de estos manuscritos se pueden encontrar en línea.
Orígenes es la principal fuente de información sobre el uso de los textos que luego fueron canonizados oficialmente como el Nuevo Testamento. La información utilizada para crear la Carta de Pascua de finales del siglo IV, que declaraba los escritos cristianos aceptados, probablemente se basó en las listas descritas en la Historia de la Iglesia (3:25 y 6:25) de Eusebio, que principalmente se basaban en la información proporcionada por Orígenes. Orígenes aceptó sin dudar la autenticidad de las epístolas de 1 Juan, 1 Pedro y Judas y aceptó la Epístola de Santiago como auténtica con solo una leve vacilación. También se refirió a 2 Juan, 3 Juan y 2 Pedro, pero señaló que sospechaba que las tres eran falsificaciones. Orígenes también pudo haber considerado otros escritos (rechazados por autores posteriores) como «inspirados», incluyendo la Epístola de Bernabé, el Pastor de Hermas y 1 Clemente. «Orígenes no es el creador de la idea del canon bíblico, pero ciertamente da los fundamentos filosóficos y de interpretación literaria para toda la noción».

### Comentarios existentes

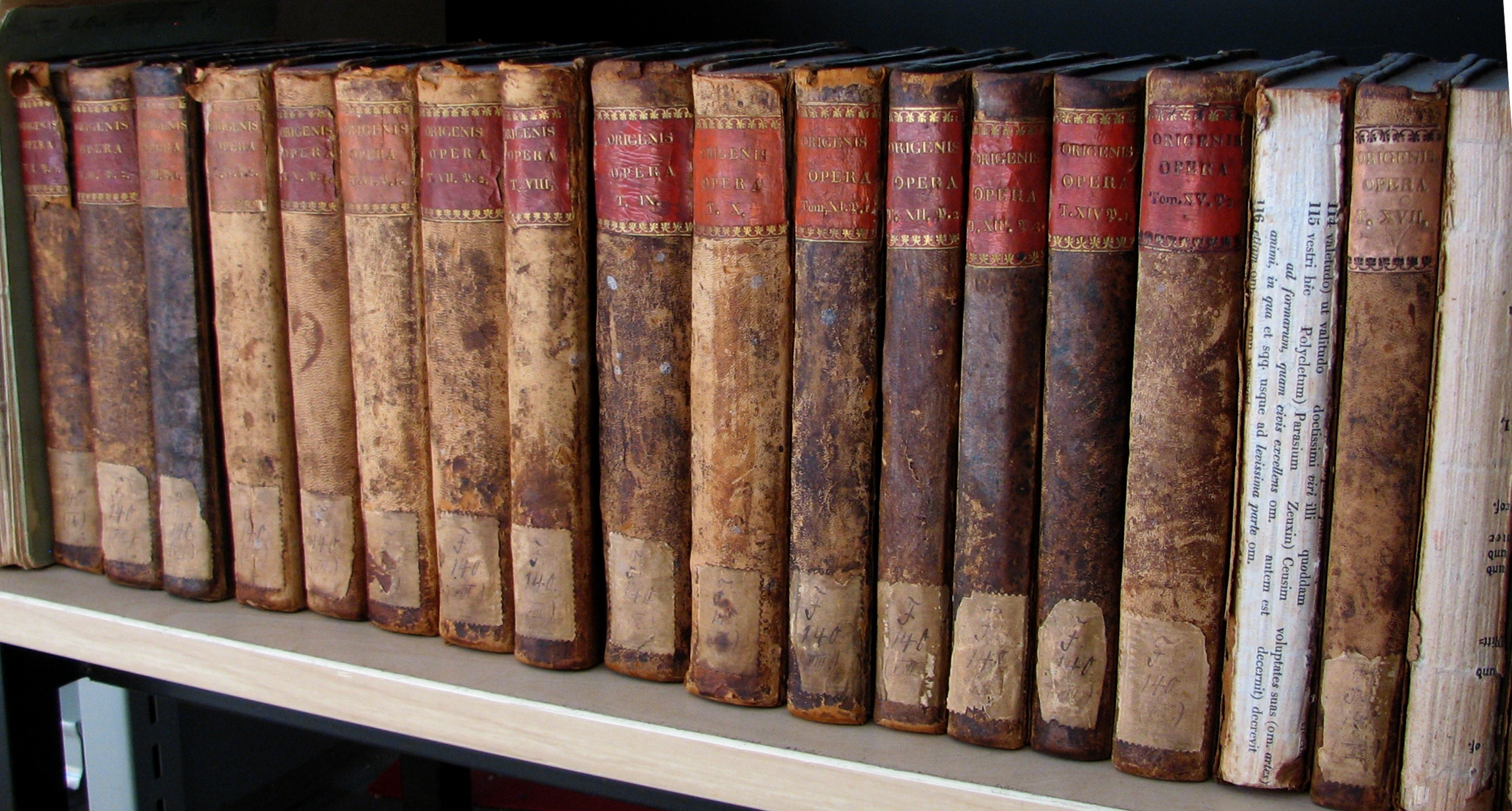
Libros que contienen traducciones al latín de algunos de los escritos existentes de Orígenes.

Los comentarios de Orígenes escritos en libros específicos de las Escrituras están mucho más centrados en la exégesis sistemática que sus homilías. En estos escritos, Orígenes aplicó la precisa metodología crítica que habían desarrollado los eruditos del Mouseion en Alejandría a las Escrituras cristianas. Los comentarios también muestran el impresionante conocimiento enciclopédico de Orígenes de varios temas y su capacidad para hacer referencias cruzadas de palabras específicas, enumerando cada lugar en el que aparece una palabra en las Escrituras junto con todos los significados conocidos de esa palabra; su hazaña es más impresionante considerando el hecho de que hizo esto en un momento en que las concordancias bíblicas todavía no se habían recopilado. El gigantesco Comentario sobre el Evangelio de Juan de Orígenes, que abarcó más de treinta y dos volúmenes una vez completado, fue escrito con la intención específica de no solo exponer la interpretación correcta de las Escrituras, sino también de refutar las interpretaciones del maestro gnóstico valentiniano Heracleón, que había usado el Evangelio de Juan para apoyar su argumento de que realmente había dos dioses, no uno. De los treinta y dos libros originales del Comentario sobre Juan, sólo se han conservado nueve: los libros I, II, VI, X, XIII, XX, XXVIII, XXXII y un fragmento del XIX.
De los veinticinco libros originales del Comentario sobre el Evangelio de Mateo de Orígenes, solo ocho han sobrevivido en el griego original (Libros 10-17), cubriendo Mateo 13:36-22:33. También ha sobrevivido una traducción latina anónima que comienza en el punto correspondiente al Libro 12, capítulo 9 del texto griego y cubre Mateo 16:13-27:66. La traducción contiene partes que no se encuentran en el griego original y faltan partes que se encuentran en él. El Comentario sobre el Evangelio de Mateo fue considerado universalmente como un clásico, incluso después de su condena, y finalmente se convirtió en la obra que estableció al Evangelio de Mateo como el primer evangelio. El Comentario sobre la Epístola a los Romanos originalmente tenía quince libros, pero solo pequeños fragmentos han sobrevivido en el griego original. Una traducción abreviada al latín de diez libros fue producida por el monje Rufino de Aquilea a finales del siglo IV. El historiador Sócrates de Constantinopla registra que Orígenes había incluido una discusión extensa sobre la aplicación del título Theotokos a la Virgen María en su comentario, pero esta discusión no se encuentra en la traducción de Rufino, probablemente porque él no aprobaba la posición de Orígenes sobre el asunto, cualquiera que haya sido.
Orígenes también compuso un Comentario sobre el Cantar de los Cantares, en el cual se ocupó explícitamente de explicar por qué el Cantar de los Cantares era relevante para una audiencia cristiana. El Comentario sobre el Cantar de los Cantares fue el comentario más célebre de Orígenes y Jerónimo escribe en su prefacio a su traducción de dos de las homilías de Orígenes sobre el Cantar de los Cantares que «en sus otras obras, Orígenes habitualmente supera a otros. En este comentario, se superó a sí mismo». Orígenes amplió la exégesis del rabino judío Akiva ben Iosef, interpretando al Cantar de los Cantares como una alegoría mística, en la cual el novio representa al Logos y la novia representa el alma del creyente. Fue el primer comentario cristiano en exponer tal interpretación y se hizo extremadamente influyente en interpretaciones posteriores del Cantar de los Cantares. A pesar de esto, el comentario ahora solo sobrevive parcialmente a través de una traducción latina hecha por Rufino en 410. Sobreviven fragmentos de algunos otros comentarios. La Philokalia conserva citas de Orígenes, incluyendo fragmentos del tercer libro del Comentario sobre el Génesis. También conserva comentarios de Salmos 1, 4:1, el comentario pequeño sobre el Cantar de los Cantares, el segundo libro del comentario grande del mismo, el vigésimo libro del Comentario sobre Ezequiel, y el Comentario sobre Oseas. De los comentarios no existentes, hay evidencia limitada de su disposición.

### Sobre los principios
Sobre los principios  (en griego, Περὶ ἀρχῶν [Peri arkhón]) de Orígenes fue la primera exposición sistemática de la teología cristiana. Para Orígenes la expresión principios se debía aplicar no solo a los principios teológicos que desarrolla en su obra sino también a los principios filosóficos. Por ello, los principios que propone son la Trinidad, las criaturas dotadas de razón y el mundo. Lo compuso cuando era joven, entre 220 y 230 d. C., cuando aún vivía en Alejandría. Los fragmentos de libros 3.1 y 4.1-3 del original griego de Orígenes se conservan en la Philokalia. Algunas citas más pequeñas del griego original se conservan en la Carta a Mennas de Justiniano. La gran mayoría del texto solo ha sobrevivido en una traducción latina producida por Rufino en 397. Sobre los primeros principios comienza con un ensayo que explica la naturaleza de la teología. El Libro 1 describe el mundo celestial e incluye descripciones de la unidad de Dios, la relación entre las tres personas de la Trinidad, la naturaleza del espíritu divino, la razón y los ángeles. El Libro 2 describe el mundo del hombre, incluida la encarnación del Logos, el alma, el libre albedrío y la escatología. El Libro 3 trata de la cosmología, el pecado y la redención. El Libro 4 trata de la teleología y la interpretación de las Escrituras.

### Contra Celso

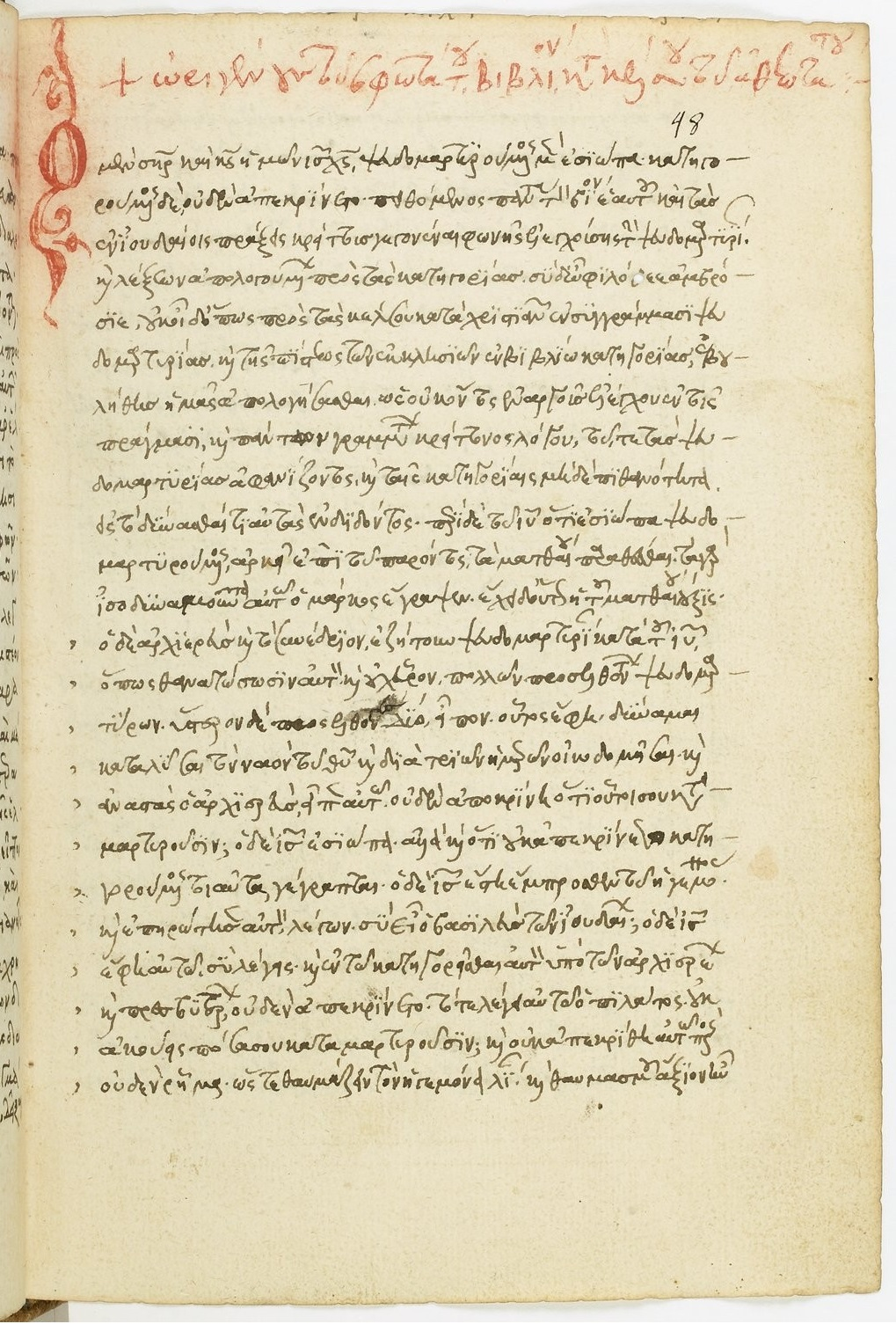
Texto griego del tratado apologético de Orígenes Contra Celsum, considerado como la obra más importante de la apologética cristiana primitiva.

Contra Celso (griego: Κατὰ Κέλσου; latín: Contra Celsum), conservado completamente en griego, fue el último tratado de Orígenes, escrito alrededor de 248. Es una obra apologética que defiende el cristianismo ortodoxo contra los ataques del filósofo pagano Celso, considerado en el mundo antiguo como el principal oponente del cristianismo primitivo. En 178, Celso había escrito una polémica titulada Sobre la palabra verdadera, en la que había presentado numerosos argumentos contra el cristianismo. La Iglesia había respondido ignorando los ataques de Celso pero la obra llamó la atención de Ambrosio, mecenas de Orígenes. Orígenes inicialmente quería ignorar a Celso y dejar que sus ataques se desvanecieran, pero una de las principales afirmaciones de Celso, que sostenía que ningún filósofo respetuoso de la tradición platónica sería tan estúpido como para convertirse en cristiano, lo provocó a escribir un refutación.
En el libro, Orígenes refuta sistemáticamente cada uno de los argumentos de Celso punto por punto y aboga por una base racional de la fe cristiana. Orígenes se basa en gran medida en las enseñanzas de Platón y argumenta que el cristianismo y la filosofía griega no son incompatibles; y que la filosofía contiene mucho de lo que es verdadero y admirable, pero que la Biblia contiene mucha más sabiduría que cualquier cosa que los filósofos griegos pudieran comprender. Orígenes responde a la acusación de Celso de que Jesús había realizado sus milagros usando magia en lugar de poderes divinos al afirmar que, a diferencia de los magos, Jesús no había realizado sus milagros para mostrarlos, sino para reformar a su público.
Contra Celso se convirtió en la obra de apologética cristiana más influyente de todas; antes de que fuera escrito, el cristianismo era considerado por muchos como una mera religión popular para los analfabetos y sin educación, pero Orígenes lo elevó a un nivel de respetabilidad académica. Eusebio admiraba tanto a la obra de Orígenes que, en su Contra Hierocles 1, señaló que Contra Celso proporcionó una refutación adecuada a todas las críticas que la Iglesia alguna vez enfrentaría.

### Otros escritos
Entre 232–235, mientras estaba en Cesarea, Orígenes escribió Sobre la oración, del cual el texto completo se ha conservado en el griego original. Después de una introducción sobre el objeto, la necesidad y la ventaja de la oración, termina con una exégesis de la Oración del Señor, concluyendo con comentarios sobre la posición, el lugar y la actitud que se deben asumir durante la oración, y sobre los tipos de oración. Sobre el martirio, o Exhortación al martirio, también conservada íntegramente en griego, se escribió algún tiempo después del comienzo de la persecución de Maximino en la primera mitad de 235. En esta obra, Orígenes advierte contra cualquier acercamiento a la idolatría y enfatiza el deber de sufrir el martirio con virilidad; mientras que en la segunda parte explica el significado del martirio.
Los papiros descubiertos en Tura en 1941 contenían los textos griegos de dos obras de Orígenes previamente desconocidas. Ninguno de los trabajos puede fecharse con precisión, aunque ambas probablemente fueron escritas después de la persecución de Maximino en 235. Uno es Sobre la Pascua. El otro es Diálogo con Heracleides, un registro escrito por uno de los taquígrafos de Orígenes de un debate entre Orígenes y el obispo árabe Heracleides, un cuasi-monarquianista que enseñaba que el Padre y el Hijo eran lo mismo. En el diálogo, Orígenes utiliza el cuestionamiento socrático para persuadir a Heracleides de creer en la «teología del Logos», en la que el Hijo o el Logos es una entidad separada de Dios el Padre. El debate entre Orígenes y Heracleides (y las respuestas de Orígenes en particular) se ha destacado por su naturaleza inusualmente cordial y respetuosa, en comparación con las polémicas mucho más feroces de Tertuliano o los debates del siglo IV entre trinitarios y arrianos.
Las obras perdidas de Orígenes incluyen dos libros sobre la resurrección, escritos antes de Sobre los primeros principios, y también dos diálogos sobre el mismo tema dedicados a Ambrosio. Eusebio tenía una colección de más de cien cartas de Orígenes y la lista de Jerónimo habla de varios libros de sus epístolas. Excepto por algunos fragmentos, solo se han conservado tres cartas. La primera, parcialmente conservada en la traducción latina de Rufino, está dirigida a sus amigos en Alejandría. La segunda es una breve carta a Gregorio Taumaturgo, conservada en la Philokalia. La tercera es una epístola a Sexto Julio Africano, existente en griego, respondiendo a una carta de enviada por él (también existente), defendiendo la autenticidad de las adiciones griegas al libro de Daniel. Las falsificaciones de los escritos de Orígenes hechas durante su vida son discutidas por Rufino en De adulteratione librorum Origenis. El Dialogus de recta en Deum fide, la Philosophumena (atribuida a Hipólito de Roma), y el Comentario sobre Job de Juliano el Arriano también se han atribuido a él.

## Propuestas

### Cristología
Orígenes escribe que Jesús fue «el primogénito de toda la creación [que] asumió un cuerpo y un alma humana». Creía firmemente que Jesús tenía un alma humana y aborrecía el docetismo (la enseñanza que sostenía que Jesús había venido a la Tierra en forma espiritual en lugar de un cuerpo humano físico). Orígenes imaginó la naturaleza humana de Jesús como la única alma que se mantuvo más cerca de Dios y permaneció perfectamente fiel a Él, incluso cuando todas las demás almas cayeron. En la encarnación de Jesús, su alma se fusionó con el Logos y se «mezclaron» para convertirse en uno. Así, según Orígenes, Cristo era tanto humano como divino, pero como todas las almas humanas, la naturaleza humana de Cristo existió desde el principio.
Orígenes fue el primero en proponer la teoría redimitoria (del rescate) de la expiación en su forma completamente desarrollada, aunque Ireneo de Lyon había propuesto previamente una forma prototípica de la misma. Según esta teoría, la muerte de Cristo en la cruz fue un rescate a Satanás a cambio de la liberación de la humanidad. Esta teoría sostiene que Satanás fue engañado por Dios porque Cristo no solo estaba libre de pecado, sino también era la Deidad encarnada, a quien Satanás no tenía la capacidad de esclavizar. La teoría fue ampliada posteriormente por teólogos como Gregorio de Nisa y Rufino de Aquilea. En el siglo XI, Anselmo de Canterbury criticó la teoría del rescate, junto con la teoría asociada de Christus Victor, resultando en el declive de la teoría en Europa occidental. No obstante, la teoría ha conservado parte de su popularidad en la Iglesia ortodoxa oriental.

### Cosmología y escatología

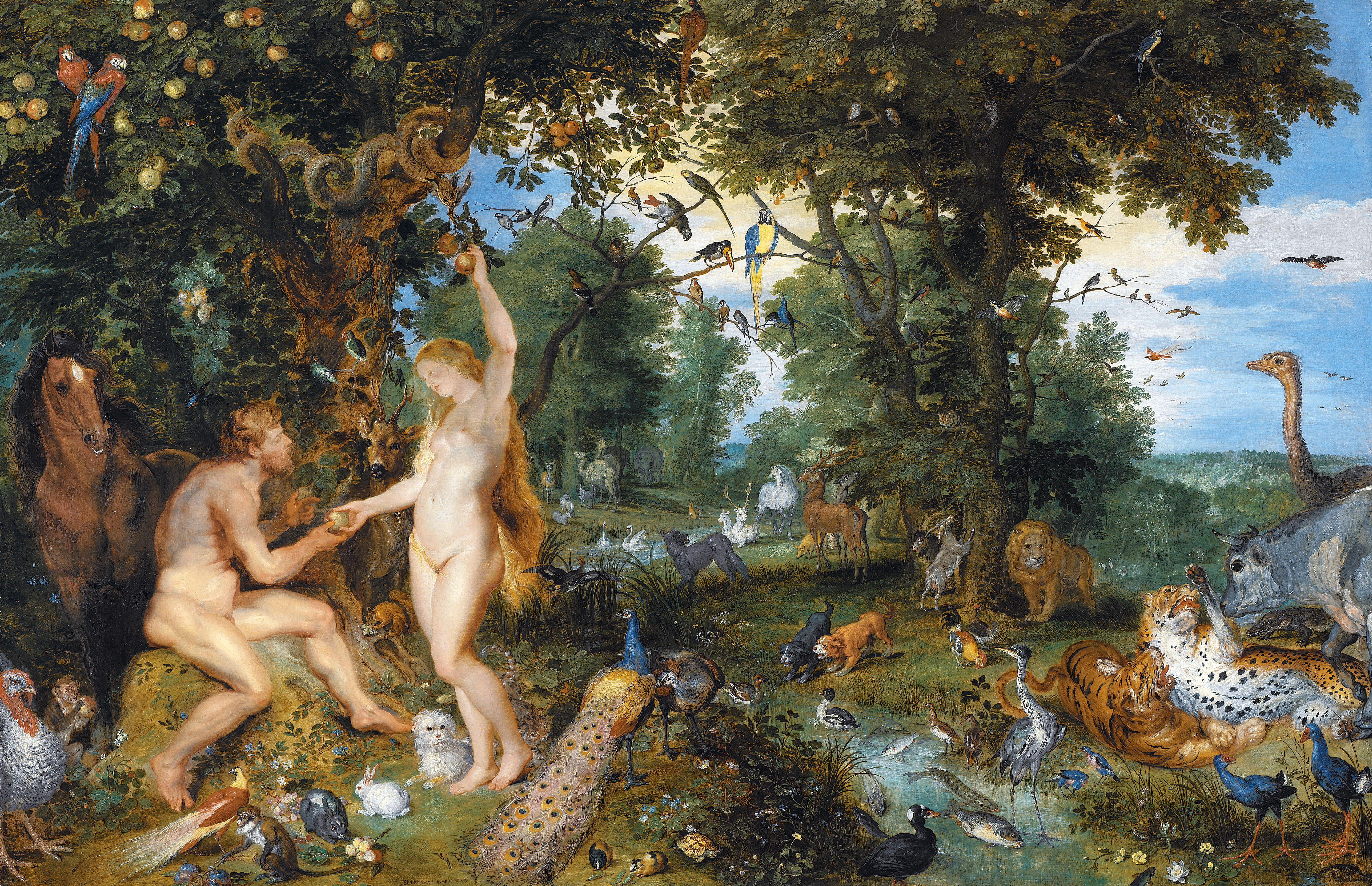
El jardín del Edén con la caída del hombre, de Pedro Pablo Rubens y Jan Brueghel el Viejo (c. 1617). Orígenes basó su enseñanza de la preexistencia de las almas en una interpretación alegórica de la historia de la creación en el libro de Génesis.

Una de las principales enseñanzas de Orígenes fue la doctrina de la preexistencia de las almas, que sostenía que antes de que Dios creara el mundo material, creó una gran cantidad de «inteligencias espirituales» incorpóreas (nóes). Todas estas inteligencias se dedicaron al principio a la contemplación y al amor de su Creador, pero a medida que, por la opción de su libre albedrío dejaban enfriar el fervor del fuego divino, casi todas de estas inteligencias finalmente se aburrieron de contemplar a Dios, y su amor por él «se enfrió»: de ahí que se llaman "almas" (ψυχαί) de "enfriar" (ψύχεσθαι). Por tal motivo Dios creó el mundo material, para hospedar a los "intelectos enfriados", las almas, y así estas, que habían existido previamente sin cuerpos, se encarnaron. Aquellas cuyo amor por Dios disminuyó más se convirtieron en demonios. Aquellos cuyo amor disminuyó moderadamente se convirtieron en almas humanas, que finalmente se encarnaron en cuerpos carnales. Aquellas cuyo amor disminuyó menos se convirtieron en ángeles. Sin embargo, un alma que permaneció perfectamente dedicada a Dios se convirtió, por amor, en uno con la Palabra (Logos) de Dios. El Logos finalmente se encarnó y nació de la Virgen María, convirtiéndose en el Dios-hombre Jesucristo.
No está claro si Orígenes creía en la enseñanza platónica de la metempsicosis («la transmigración de las almas»; es decir, la reencarnación). Rechaza explícitamente «la falsa doctrina de la transmigración de las almas en cuerpos», pero esto puede referirse solo a un tipo específico de transmigración. Geddes MacGregor ha argumentado que Orígenes debe haber creído en la metempsicosis, porque tiene sentido dentro de su escatología y nunca se niega explícitamente en la Biblia. Sin embargo, Roger E. Olson descarta la opinión de que Orígenes creía en la reencarnación como un malentendido New age de las enseñanzas de Orígenes. Es cierto que Orígenes rechazó la noción estoica de un universo cíclico, que era directamente contraria a su escatología.
Orígenes creía que, con el tiempo, todo el mundo se convertiría al cristianismo, «ya que el mundo está continuamente en posesión de más almas». Él creía que el Reino de los cielos aún no había llegado, pero que era el deber de todo cristiano hacer presente la realidad escatológica del reino en sus vidas. Orígenes era un universalista, y sugirió que todas las personas podrían alcanzar la salvación, pero solo después de ser purgados de sus pecados a través del «fuego divino». Esto, por supuesto, en línea con la interpretación alegórica de Orígenes, no era fuego literal, sino más bien la angustia interna de conocer los propios pecados. Orígenes también tuvo cuidado de mantener que la salvación universal era simplemente una posibilidad y no una doctrina definitiva. Jerónimo cita un supuesto escrito de Orígenes que decía que «después de eones y la restauración de todas las cosas, el estado de Gabriel será el mismo que el del Diablo, el de Pablo como el de Caifás, el de las vírgenes como el de las prostitutas». Jerónimo, sin embargo, no estaba libre de alterar deliberadamente las citas para hacer que Orígenes pareciera más hereje, y el propio Orígenes señala expresamente en su Carta a los Amigos en Alejandría que Satanás y sus demonios no estarían incluidos en la salvación final.

### Ética

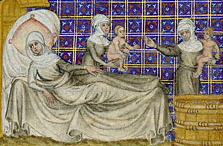
El nacimiento de Esaú y Jacob, del autor de Juan de Mandeville (c. 1360-1370). Orígenes usó la historia bíblica de Esaú y Jacob para apoyar su teoría de que las acciones de libre albedrío de un alma cometidas antes de la encarnación determinan las condiciones del nacimiento de la persona.

Orígenes fue un ardiente defensor del libre albedrío, y rechazó rotundamente la idea valentiniana de elección. En cambio, Orígenes creía que incluso las almas sin cuerpo tienen el poder de tomar sus propias decisiones. Además, en su interpretación de la historia de Jacob y Esaú, Orígenes argumenta que la condición en la que nace una persona depende en realidad de lo que hicieron sus almas en este estado preexistente. Según Orígenes, la injusticia superficial de la condición de una persona al nacer, con algunos humanos pobres, otros ricos, algunos enfermos y otros sanos, es en realidad un subproducto de lo que el alma de la persona había hecho en el estado preexistente. Orígenes defiende el libre albedrío en sus interpretaciones de casos de preconocimiento divino en las Escrituras, argumentando que el conocimiento de Jesús de la futura traición de Judas Iscariote en los evangelios y el conocimiento de Dios de la futura desobediencia de Israel en la historia del Deuteronomio solo muestran que Dios sabía que estos eventos sucederían de antemano. Orígenes, por lo tanto, concluye que las personas involucradas en estos incidentes todavía tomaron sus decisiones por su propia voluntad.
Orígenes era un pacifista ardiente, y en su Contra Celso argumentó que el pacifismo inherente del cristianismo era uno de los aspectos más notables de la religión. Si bien Orígenes admitió que algunos cristianos sirvieron en el ejército romano, señaló que la mayoría no lo hizo e insistió en que participar en guerras terrenales era contrario al camino de Cristo. Orígenes aceptó que a veces era necesario que un estado no cristiano emprendiera guerras, pero insistió en que era imposible para un cristiano pelear en tal guerra sin comprometer su fe, ya que Cristo había prohibido absolutamente cualquier tipo de violencia. Orígenes explicó la violencia encontrada en ciertos pasajes del Antiguo Testamento como alegórica y señaló pasajes del Antiguo Testamento que interpretó como apoyo a la no violencia, como Salmos 7:4-6 y Lamentaciones 3:27-29. Orígenes sostuvo que, si todos fueran pacíficos y amorosos como los cristianos, entonces no habría guerras y el Imperio no necesitaría un ejército.

### Hermenéutica
Orígenes basa su teología en las Escrituras cristianas y no apela a las enseñanzas platónicas sin haber apoyado primero su argumento con una base bíblica. Él consideró a las Escrituras como divinamente inspiradas y fue cauteloso para nunca contradecir su propia interpretación de lo que estaba escrito en ellas. No obstante, Orígenes tenía una inclinación a especular más allá de lo que se declaraba explícitamente en la Biblia, y este hábito lo colocaba frecuentemente en el reino nebuloso entre la ortodoxia estricta y la herejía.
Según Orígenes, hay dos tipos de literatura bíblica que se encuentran tanto en el Antiguo como en el Nuevo Testamento: historia («historia o narrativa») y nomothesia («legislación o prescripción ética»). Orígenes señaló expresamente que el Antiguo y el Nuevo Testamento debían leerse juntos y de acuerdo a las mismas reglas. Orígenes además enseñó que existían tres formas diferentes en que los pasajes de las Escrituras podían ser interpretados. La «carne» era la interpretación literal e histórica del pasaje; el «alma» era el mensaje moral detrás del pasaje; y el «espíritu» era la realidad eterna e incorpórea que transmitía el pasaje. En la exégesis de Orígenes, los libros de Proverbios, Eclesiastés y el Cantar de los Cantares representaban ejemplos perfectos de los componentes corporales, anímicos y espirituales de las Escrituras, respectivamente.
Orígenes consideró la interpretación «espiritual» como el significado más profundo e importante del texto y enseñó que algunos pasajes no tenían ningún significado literal y que sus significados eran puramente alegóricos. No obstante, enfatizó que «los pasajes que son históricamente verdaderos son mucho más numerosos que los que están compuestos con significados puramente espirituales» y usó a menudo ejemplos de realidades corporales. Orígenes notó que los relatos de la vida de Jesús en los cuatro evangelios canónicos contienen contradicciones irreconciliables, pero argumentó que estas contradicciones no socavaban los significados espirituales de los pasajes en cuestión. La idea de Orígenes de una creación doble se basó en una interpretación alegórica de la historia de la creación que se encuentra en los primeros dos capítulos del libro del Génesis. La primera creación, descrita en Génesis 1:26, fue la creación de los espíritus primitivos, hechos «a imagen de Dios» y, por lo tanto, incorpóreos como Él; la segunda creación, descrita en Génesis 2:7, es cuando las almas humanas reciben cuerpos espirituales etéreos y la descripción en Génesis 3:21 de Dios vistiendo a Adán y Eva con «túnicas de piel» se refiere a la transformación de estos cuerpos espirituales en cuerpos corporales. Por lo tanto, cada fase representa una degradación del estado original de santidad incorpórea.

### Teología

Orígenes contribuyó significativamente al desarrollo del concepto de la Trinidad y fue uno de los primeros en nombrar al Espíritu Santo como miembro de ella, pero también fue un subordinacionista, que enseñó que el Padre era superior al Hijo y que el Hijo era superior al Espíritu Santo.

La concepción de Orígenes de Dios el Padre es apofática: una unidad perfecta, invisible e incorpórea, que trasciende todo lo material y, por lo tanto, inconcebible e incomprensible. Es igualmente inmutable y trasciende el espacio y el tiempo. Pero su poder está limitado por su bondad, justicia y sabiduría; y, aunque completamente libre de necesidad, su bondad y omnipotencia le obligaron a revelarse. Esta revelación, la autoemanación externa de Dios, es expresada por Orígenes de varias maneras, siendo el Logos solo uno de muchas. La revelación fue la primera creación de Dios (véase Proverbios 8:22), con el fin de permitir una mediación creativa entre Dios y el mundo; tal mediación es necesaria porque Dios, como unidad inmutable, no podría ser la fuente de una creación multitudinaria.
El Logos es el principio creativo racional que impregna el universo. El Logos actúa sobre todos los seres humanos a través de su capacidad de lógica y pensamiento racional, guiándolos a la verdad de la revelación de Dios. A medida que progresan en su pensamiento racional, todos los humanos se vuelven más como Cristo. Sin embargo, conservan su individualidad y no quedan subsumidos en Cristo. La creación vino a la existencia solo a través del Logos, y el enfoque más cercano de Dios al mundo es la orden (Fiat) de crear. Si bien el Logos es sustancialmente una unidad, comprende una multiplicidad de conceptos, de modo que Orígenes lo llamó, en forma platónica, «esencia de esencias» e «idea de ideas».
Orígenes contribuyó significativamente al desarrollo de la idea de la Trinidad. Señaló que el Espíritu Santo era parte de la Deidad e interpretó la parábola de la moneda perdida en el sentido de que el Espíritu Santo mora dentro de cada persona y que la inspiración del Espíritu Santo era necesaria para cualquier tipo de discurso relacionado con Dios. Orígenes enseñó que la actividad de las tres partes de la Trinidad era necesaria para que una persona alcanzara la salvación. En un fragmento preservado por Rufino en su traducción latina de la Apología de Orígenes de Pánfilo, Orígenes parece aplicar la palabra homooúsios (ὁμοούσιος; "de la misma sustancia") a la relación entre el Padre y el Hijo, pero en otros pasajes Orígenes rechazó la creencia de que el Hijo y el Padre eran una hypostasis como herética. Según Rowan Williams, debido a que las palabras ousia e hypostasis se usaban como sinónimos en la época de Orígenes, seguramente él habría rechazado homooúsios como herético. Williams afirma que es imposible verificar si la cita que usa la palabra homooúsios realmente proviene de Pánfilo, y mucho menos de Orígenes.
No obstante, Orígenes era un subordinacionista, lo que significa que creía que el Padre era superior al Hijo y que el Hijo era superior al Espíritu Santo, un modelo basado en proporciones platónicas. Jerónimo registra que Orígenes había escrito que Dios el Padre es invisible para todos los seres, incluso el Hijo y el Espíritu Santo, y que el Hijo también es invisible para el Espíritu Santo. En un momento, Orígenes sugiere que el Hijo fue creado por el Padre y que el Espíritu Santo fue creado por el Hijo pero, en otro momento, escribe que «hasta el presente no he podido encontrar ningún pasaje en las Escrituras que indique que el Espíritu Santo es un ser creado». En el momento en que Orígenes estaba vivo, las opiniones ortodoxas sobre la Trinidad aún no se habían formulado y el subordinacionismo aún no se consideraba herético. De hecho, prácticamente todos los teólogos ortodoxos antes de la controversia arriana en la segunda mitad del siglo IV eran subordinacionistas en cierta medida. El subordinacionismo de Orígenes pudo haberse desarrollado a partir de sus esfuerzos para defender la unidad de Dios contra los gnósticos.

## Influencia en la iglesia posterior

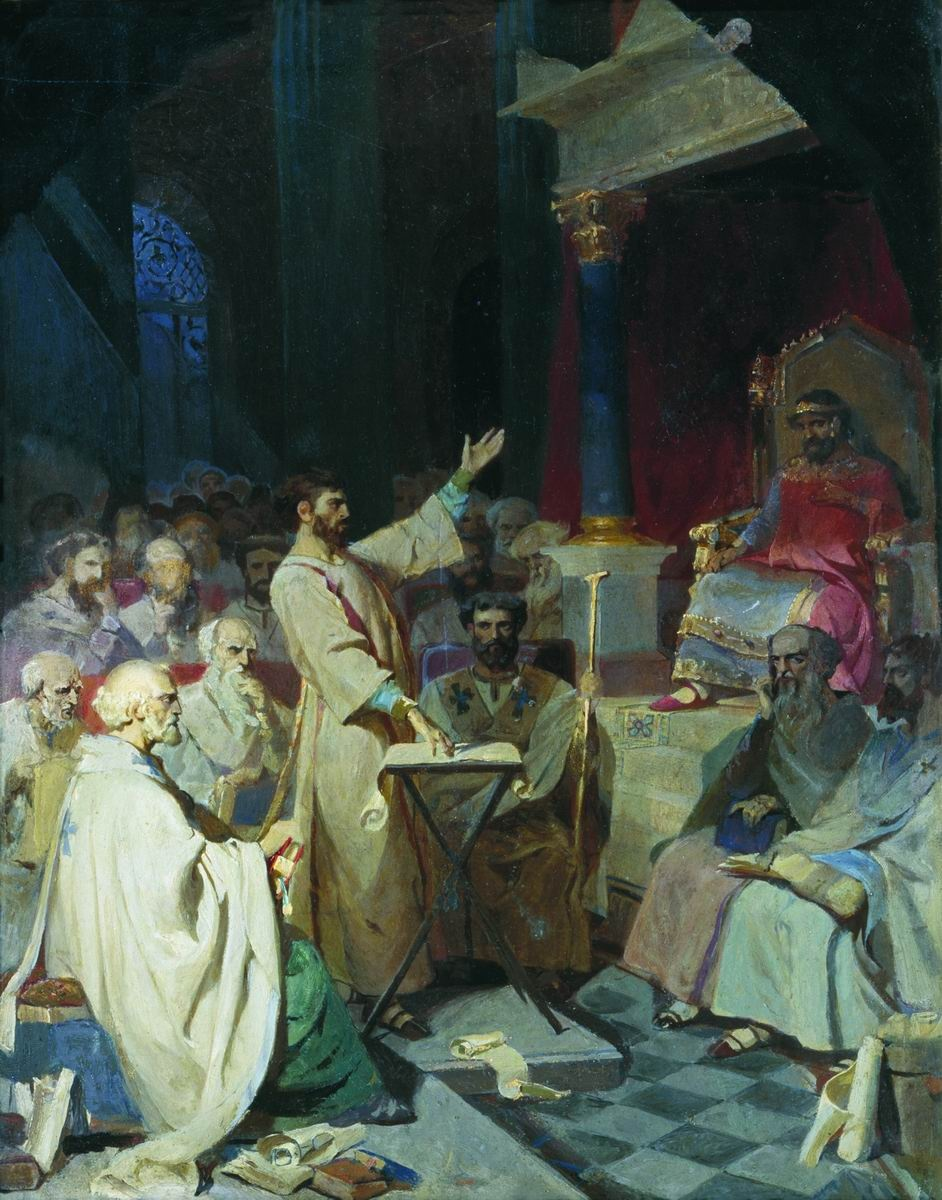
Atanasio de Alejandría, mostrado de pie en esta pintura al óleo de 1876 de Vasili Súrikov, fue profundamente influenciado por las enseñanzas de Orígenes.

### Antes de las crisis
Orígenes a menudo es considerado como el primer gran teólogo cristiano. Aunque su ortodoxia había sido cuestionada en Alejandría mientras estaba vivo, la tortura de Orígenes durante la persecución de Decio llevó al obispo Dionisio de Alejandría a rehabilitar la memoria de Orígenes allí, aclamándolo como un mártir por la fe. Después de la muerte de Orígenes, Dionisio se convirtió en uno de los principales defensores de la teología de Orígenes. Cada teólogo cristiano que vino después de él fue influenciado por su teología, ya sea directa o indirectamente. Sin embargo, las contribuciones de Orígenes a la teología fueron tan vastas y complejas que sus seguidores con frecuencia enfatizaron partes drásticamente diferentes de sus enseñanzas a expensas de otras partes. Dionisio enfatizó las opiniones subordinacionistas de Orígenes, que lo llevaron a negar la unidad de la Trinidad, causando controversia en todo el norte de África. Al mismo tiempo, otro discípulo de Orígenes, Teognosto de Alejandría, enseñó que el Padre y el Hijo eran «de una sola sustancia».
Durante siglos después de su muerte, Orígenes fue considerado como el bastión de la ortodoxia, y su filosofía prácticamente definió el cristianismo oriental. Orígenes fue venerado como uno de los más grandes maestros cristianos; fue especialmente apreciado por los monjes, que se vieron a sí mismos como continuadores del legado ascético de Orígenes. Sin embargo, a medida que pasaba el tiempo, Orígenes fue criticado bajo el estándar de la ortodoxia en épocas posteriores, en lugar de los estándares de su propia época. A principios del siglo IV, el escritor cristiano Metodio de Olimpia criticó algunos de los argumentos más especulativos de Orígenes, pero por lo demás estuvo de acuerdo con él en todos los demás puntos de la teología. Pedro de Antioquía y Eustacio de Antioquía criticaron a Orígenes como hereje.
Tanto teólogos ortodoxos como heterodoxos afirmaron seguir la tradición que Orígenes había establecido. Atanasio de Alejandría, el más destacado defensor de la Santísima Trinidad en el Primer Concilio de Nicea, fue profundamente influenciado por Orígenes, y también Basilio de Cesarea, Gregorio de Nisa y Gregorio de Nacianzo (los llamados «Padres Capadocios»). Al mismo tiempo, Orígenes influyó profundamente en Arrio de Alejandría y más tarde en seguidores del arrianismo. Aunque se discute el alcance de la relación entre los dos, muchos cristianos ortodoxos en la antigüedad creían que Orígenes era la fuente verdadera y última de la herejía arriana.

### Primera crisis origenista

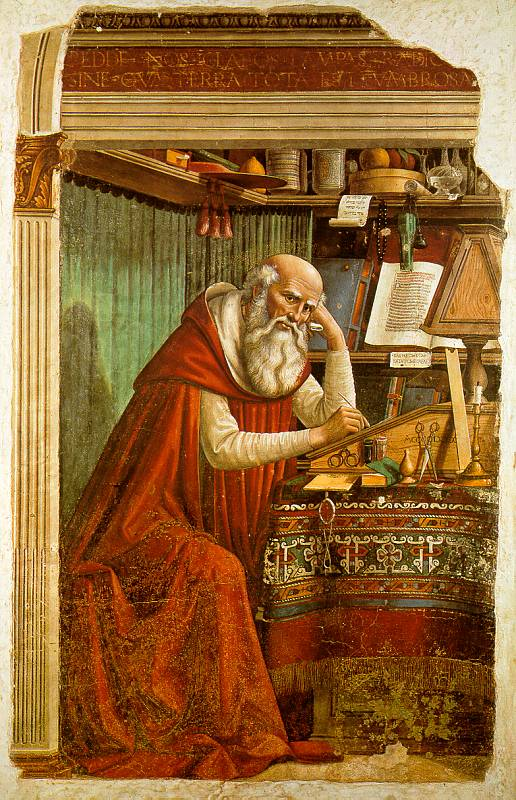
San Jerónimo en su estudio, de Domenico Ghirlandaio (1480). Aunque inicialmente fue un estudiante de las enseñanzas de Orígenes, Jerónimo se volvió contra él durante la primera crisis origenista. No obstante, siguió influido por las enseñanzas de Orígenes durante toda su vida.

La primera crisis origenista comenzó a fines del siglo IV, coincidiendo con el comienzo del monacato en Palestina. La primera agitación de la controversia vino del obispo chipriota Epifanio de Salamina, quien estaba decidido a erradicar todas las herejías y refutarlas. Epifanio atacó a Orígenes en sus tratados antiheréticos Ancoratus (375) y Panarion (376), compilando una lista de enseñanzas que Orígenes había defendido que Epifanio consideraba heréticas. Los tratados de Epifanio retratan a Orígenes como un cristiano originalmente ortodoxo que había sido corrompido y convertido en hereje por los males de la «educación griega». Epifanio se opuso particularmente al subordinacionismo de Orígenes, su uso «excesivo» de hermenéutica alegórica y su hábito de proponer ideas sobre la Biblia «especulativamente, como ejercicios» en lugar de «dogmáticamente».
Epifanio le pidió a Juan, obispo de Jerusalén, que condenara a Orígenes como hereje. Juan se negó con el argumento de que una persona no podía ser condenada retroactivamente como hereje después de que la persona hubiera muerto. En 393, un monje llamado Atarbio presentó una petición para que se censurara a Orígenes y sus escritos. Rufino de Aquilea, un sacerdote del monasterio en el monte de los Olivos que había sido ordenado por Juan de Jerusalén y había sido admirador de Orígenes desde hace mucho tiempo, rechazó la petición directamente. Sin embargo, el amigo cercano y compañero de Rufino, Jerónimo de Estridón (quien también había estudiado a Orígenes) estuvo de acuerdo con la petición. Casi al mismo tiempo, Juan Casiano, un monje semipelagiano, introdujo las enseñanzas de Orígenes en Occidente.
En 394, Epifanio le escribió a Juan de Jerusalén, pidiéndole nuevamente que condenara a Orígenes, insistiendo en que los escritos de Orígenes denigraron la reproducción sexual humana y acusándolo de haber sido un encratita. Juan nuevamente rechazó esa solicitud. Para el año 395, Jerónimo se había aliado con los anti-origenistas y le rogó a Juan de Jerusalén que condenara a Orígenes, una súplica que Juan rechazó una vez más. Epifanio lanzó una campaña contra Juan, predicando abiertamente que Juan era un desviado origenista. Con éxito persuadió a Jerónimo para que rompiera la comunión con Juan y ordenó como sacerdote al hermano de Jerónimo, Pauliniano, desafiando la autoridad de Juan.
Mientras tanto, en 397, Rufino publicó una traducción al latín de Sobre los primeros principios, de Orígenes. Rufino estaba convencido de que el tratado original de Orígenes había sido interpolado por herejes y que estas interpolaciones eran la fuente de las enseñanzas heterodoxas encontradas en él. Por lo tanto, modificó en gran medida el texto de Orígenes, omitiendo y alterando cualquier parte que no estuviera de acuerdo con la ortodoxia cristiana contemporánea. En la introducción a esta traducción, Rufino mencionó que Jerónimo había estudiado con el discípulo de Orígenes, Dídimo el Ciego, lo que implicaba que Jerónimo era un seguidor de Orígenes. Jerónimo estaba tan indignado por esto que decidió producir su propia traducción al latín de Sobre los primeros principios, en la que prometió traducir cada palabra exactamente como estaba escrita y dejar al descubierto las herejías de Orígenes en todo el mundo. La traducción de Jerónimo se ha perdido en su totalidad.
En 399, la crisis origenista llegó a Egipto. Teófilo de Alejandría, patriarca de Alejandría, simpatizaba con los partidarios de Orígenes y el historiador de la iglesia Sozomeno registra que había predicado abiertamente la enseñanza origenista de que Dios era incorpóreo. En su Carta festiva de 399, denunció a los que creían que Dios tenía un cuerpo literal, humano, llamándolos iletrados «simples». Una gran multitud de monjes alejandrinos que consideraban a Dios como antropomórfico se amotinó en las calles. Según el historiador de la iglesia Sócrates de Constantinopla, para evitar disturbios, Teófilo dio un vuelco repentino y comenzó a denunciar a Orígenes. En el año 400, Teófilo convocó a un concilio en Alejandría, que condenó a Orígenes y a todos sus seguidores como herejes por haber enseñado que Dios era incorpóreo, lo que decretaron contradecía la única posición verdadera y ortodoxa, que era que Dios tenía un cuerpo físico literal que se asemeja al de un humano.
Teófilo etiquetó a Orígenes como la «hidra de todas las herejías» y persuadió al obispo de Roma Anastasio I a firmar la carta del concilio, que denunciaba principalmente las enseñanzas de los monjes nitrios asociados con Evagrio Póntico. En 402, Teófilo expulsó a los monjes origenistas de los monasterios egipcios y desterró a los cuatro monjes conocidos como los «hermanos largos», que eran líderes de la comunidad nitriana. Juan Crisóstomo, patriarca de Constantinopla, otorgó asilo a los hermanos largos, un hecho que Teófilo usó para orquestar la condena y remoción de Juan de su puesto en el Sínodo de la Encina, en julio de 403. Una vez que Juan Crisóstomo había sido depuesto, Teófilo restableció las relaciones normales con los monjes origenistas en Egipto y la primera crisis origenista llegó a su fin.

### Segunda crisis origenista

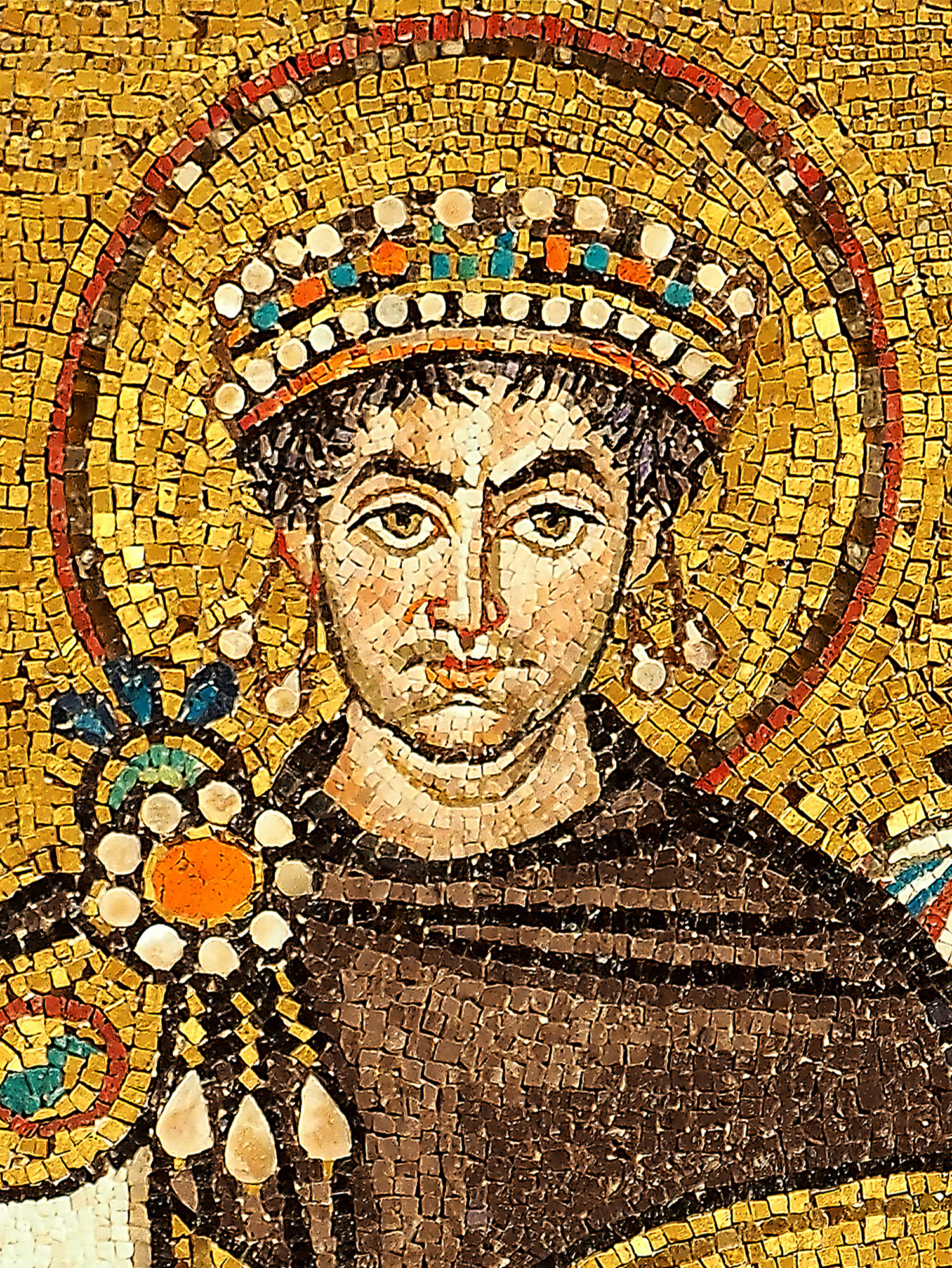
El emperador Justiniano I, mostrado aquí en un mosaico contemporáneo en Rávena, denunció a Orígenes como un hereje y ordenó que todos sus escritos fueran quemados.

La segunda crisis origenista ocurrió en el siglo VI, durante el apogeo del monaquismo bizantino. Aunque no está tan bien documentada como la primera, parece que se refería principalmente a las enseñanzas de los seguidores posteriores de Orígenes, más que a nada de lo que Orígenes había escrito realmente. Evagrio Póntico, discípulo de Orígenes, había abogado por la oración contemplativa, noética, pero otras comunidades monásticas priorizaron el ascetismo en la oración, enfatizando el ayuno, el trabajo y las vigilias. Algunos monjes origenistas en Palestina, referidos por sus enemigos como «Isochristoi» (que significa «aquellos que asumirían la igualdad con Cristo»), enfatizaron la enseñanza de Orígenes sobre la preexistencia de almas y sostuvieron que todas las almas eran originalmente iguales a la de Cristo y volverían a ser iguales al final de los tiempos. Otra facción de origenistas en la misma región insistió en que Cristo era el «líder de muchos hermanos», como el primer ser creado. Esta facción era más moderada y sus oponentes se referían a ellos como «Protoktistoi» («primeros creados»). Ambas facciones acusaron a la otra de herejía y otros cristianos acusaron a ambas de herejía.
Los «Protoktistoi» hicieron un llamamiento al emperador Justiniano I para que condenara a los «Isochristoi» como herejes a través de Pelagio, el apocrisiario papal. En el año 543, Pelagio presentó documentos a Justiniano, incluida una carta de denuncia de Orígenes escrita por el patriarca Menas de Constantinopla, junto con extractos de Orígenes de Sobre los primeros principios y varios anatemas contra Orígenes. Un sínodo local convocado para abordar el problema llegó a la conclusión de que las enseñanzas de los «Isochristoi» eran heréticas y, al acusar a Orígenes como el último culpable de la herejía, denunció al mismo Orígenes como un hereje también. El emperador Justiniano ordenó que se quemaran todos los escritos de Orígenes. En Occidente, el Decretum Gelasianum, escrito en algún momento entre 519 y 553, enumeró a Orígenes como un autor cuyos escritos debían ser prohibidos categóricamente.
En 553, durante los primeros días del Segundo Concilio de Constantinopla (el quinto concilio ecuménico), cuando el obispo de Roma Vigilio todavía se negaba a participar en él (a pesar de que Justiniano lo tenía como rehén), los obispos en el concilio ratificaron una carta abierta que condenaba a Orígenes como líder de los «Isochristoi». La carta no formaba parte de los actos oficiales del concilio y repetía más o menos el edicto emitido por el Sínodo de Constantinopla en 543. Cita escritos objetables atribuidos a Orígenes, pero todos los escritos mencionados en realidad habían sido escritos por Evagrio Póntico. Después de que el concilio se abrió oficialmente, incluso mientras Vigilio todavía se negaba a participar, Justiniano presentó a los obispos el problema de un texto conocido como Los Tres Capítulos, que atacaba la cristología antioquena.
Los obispos elaboraron una lista de anatemas contra las enseñanzas heréticas contenidas en Los Tres Capítulos y los asociados con ellos. En el texto oficial del undécimo anatema, Orígenes es condenado como un hereje cristológico, pero el nombre de Orígenes no aparece en absoluto en la Homonoia, el primer borrador de los anatemas emitidos por la cancillería imperial, ni aparece en la versión de los procedimientos conciliares que finalmente firmó Vigilio, mucho tiempo después. Estas discrepancias pueden indicar que el nombre de Orígenes pudo haber sido insertado retroactivamente en el texto después del concilio. Algunas estudiosos creen que estos anatemas pertenecen a un sínodo local anterior.
Incluso si el nombre de Orígenes aparecía en el texto original del anatema, las enseñanzas atribuidas a Orígenes que están condenados en el anatema eran en realidad las ideas de origenistas posteriores, que tenían muy poca base en todo lo que el propio Orígenes había escrito realmente. De hecho, los obispos de Roma Vigilio (537–555), Pelagio I (556–561), Pelagio II (579–590) y Gregorio Magno (590–604) solo sabían que el quinto concilio se ocupó específicamente de Los Tres Capítulos y no mencionó al origenismo o al universalismo, ni escribieron como si supieran de su condena, a pesar de que Gregorio Magno se opuso al universalismo.

### Después de los anatemas
Como resultado directo de las numerosas condenas de su trabajo, solo una pequeña fracción de los voluminosos escritos de Orígenes ha sobrevivido. Sin embargo, estos escritos todavía representan una gran cantidad de textos griegos y latinos, muy pocos de los cuales aún se han traducido. Muchos escritos más han sobrevivido en fragmentos a través de citas de los padres de la Iglesia posteriores. Es probable que los escritos que contienen las ideas más inusuales y especulativas de Orígenes se hayan perdido en el tiempo, haciendo que sea casi imposible determinar si Orígenes realmente sostenía los puntos de vista heréticos atribuidos a él por los anatemas en su contra. Sin embargo, a pesar de los decretos contra Orígenes, la Iglesia seguía cautivada por él y continuó siendo una figura central de la teología cristiana durante el primer milenio. Siguió siendo reverenciado como el fundador de la exégesis bíblica, y cualquiera en el primer milenio que tomara seriamente la interpretación de las Escrituras habría tenido conocimiento de las enseñanzas de Orígenes.
Las traducciones latinas de Jerónimo de las homilías de Orígenes se leyeron ampliamente en Europa occidental durante la Edad Media, y las enseñanzas de Orígenes influyeron enormemente en las del monje bizantino Máximo de Constantinopla y el teólogo irlandés Juan Escoto Erígena. Desde el Renacimiento, el debate sobre la ortodoxia de Orígenes ha continuado. Basilio Besarión, un refugiado griego que huyó a Italia después de la caída de Constantinopla en 1453, produjo una traducción al latín de Contra Celsum de Orígenes, impresa en 1481. La gran controversia estalló en 1487, después de que el erudito humanista italiano Giovanni Pico della Mirandola emitió una tesis argumentando que «es más razonable creer que Orígenes era inocente de lo que fue condenado». Una comisión papal condenó la posición de Pico debido a los anatemas contra Orígenes, pero no hasta después de que el debate hubiera recibido una atención considerable.
El defensor más destacado de Orígenes durante el Renacimiento fue el erudito humanista neerlandés Erasmo de Róterdam, quien consideró a Orígenes como el más grande de todos los autores cristianos y en una carta a Johann Eck escribió que aprendió más sobre filosofía cristiana en una sola página de Orígenes que en diez páginas de Agustín. Erasmo admiraba especialmente a Orígenes por su falta de florituras retóricas, tan comunes en los escritos de otros autores patrísticos. Tomó prestada mucha de su defensa del libre albedrío expresada en Sobre los primeros principios en su tratado de 1524 Sobre el libre albedrío, ahora considerado como su trabajo teológico más importante. En 1527, Erasmo tradujo y publicó la porción en griego sobreviviente del Comentario sobre el Evangelio de Mateo de Orígenes, y en 1536 publicó la edición más completa de los escritos de Orígenes impresa hasta ese momento.
Si bien el énfasis de Orígenes en el esfuerzo humano para alcanzar la salvación atrajo a los humanistas del Renacimiento, lo hizo mucho menos atractivo para los defensores de la Reforma. Martín Lutero deploró la comprensión de Orígenes de la salvación como irremediablemente defectuosa y afirmó que «en todo Orígenes no hay una sola palabra acerca de Cristo». En consecuencia, ordenó que se prohibieran los escritos de Orígenes. Sin embargo, el anterior reformador checo Jan Hus se había inspirado en Orígenes por su opinión de que la Iglesia es una realidad espiritual más que una jerarquía oficial y el contemporáneo de Lutero, el reformador suizo Ulrico Zuinglio, se inspiró en Orígenes para su interpretación de la eucaristía como simbólica.
En el siglo XVII, el platónico inglés Henry More era un origenista devoto y, aunque rechazó la noción de salvación universal, aceptó la mayoría de las otras enseñanzas de Orígenes. Benedicto XVI expresó admiración por Orígenes, describiéndolo en un sermón como parte de una serie sobre los padres de la Iglesia como «una figura crucial para el desarrollo integral del pensamiento cristiano», «un verdadero maestro», y «no solo un brillante teólogo sino también un testigo ejemplar de la doctrina que transmitió». Concluyó su sermón invitando a su audiencia a «acoger en sus corazones la enseñanza de este gran maestro de la fe». Los protestantes evangélicos modernos admiran a Orígenes por su apasionada devoción a las Escrituras, pero con frecuencia están desconcertados o incluso horrorizados por su interpretación alegórica de estas, interpretación que muchos consideran que ignora la verdad literal e histórica detrás de ellas.

## Traducciones
- Traducciones al español de obras de Orígenes
- Contra Celso. Introducción, versión y notas por D. Ruiz Bueno (BAC 271) Madrid 1967.
- Exhortación al martirio. Sobre la oración. Introducción, traducción y notas de T. Martin, Salamanca 1991.
- Comentario al Cantar de los cantares. Introducción y notas de M. Simonetti. Trad. de A. Velasco Delgado (BPa 1) Madrid 1994.
- Homilías sobre el Éxodo. Introducción y notas de M.I. Danieli. Trad. de Á. Castaño Félix (BPa 17) Madrid 1992.
- Tratado sobre la oración. Traducción, presentación y notas de F. Mendoza, Madrid 1994.
- Homilías sobre el Génesis. Introducción, traducción y notas de J.R. Díaz Sánchez‑Cid (BPa 48) Madrid 1999.
- Homilías sobre el Cantar de los cantares. Introducción, traducción y notas de S. Fernández (BPa 51) Madrid 2000.
- Homilías sobre Jeremías. Introducción, traducción y notas de J.R. Díaz Sánchez‑Cid (BPa 72) Madrid 2007.
- Homilías sobre los Números. Introducción, traducción y notas de J. Fernández Lago (BPa 87) Madrid 2011.
- Homilías sobre Isaías. Introducción, traducción y notas de S. Fernández (BPa 89) Madrid 2012.
- Homilías sobre el Evangelio de Lucas, preparado por A. López Kindler (BPa 97) Madrid 2014.
- Sobre los principios. Introducción, texto crítico, traducción y notas de S. Fernández (Fuentes Patrísticas 27), Madrid 2015.

## Sobre Orígenes
- Hubert Jedin, Manual de Historia de la Iglesia, vol I, cap XIX. ISBN 84-254-0205-0
- Henri Crouzel, Orígenes, BAC, Madrid 1998.
- Enrique Moliné Coll (1995). Los padres de la Iglesia: Una guía introductoria. Ediciones Palabra. pp. 151 y ss. ISBN 9788498401714.
- Bastitta Harriet, Francisco (2012). «La tradición platónica acerca de los principios en Orígenes de Alejandría» (pdf). Diánoia (México) LVII (68): 141-164. ISSN 1870-4913. Archivado desde el original el 14 de julio de 2014. Consultado el 3 de julio de 2014. sitio